# Двоголовий орел

Двоголовий орел Австрійської імперії

Двоголо́вий оре́л — фантастичний птах, гербова фігура в геральдиці. Зображається у вигляді орла, який має дві голови. Використовується в декоративному мистецтві та геральдиці. Двоголовий орел походить зі Стародавнього Близького Сходу. Найдавніші знахідки зображення орла датуються III—II тисячоліттям до н. е. Пізніше використання символу відродилося у високому середньовіччі, найчастіше він використовувався сельджуками, артукідами, зангідами, огузами та монголами. З XIII століття двоголовий орел стає дедалі поширенішим у Європі, зокрема, використовувався у Візантійській імперії, Священній Римській імперії та Московському князівстві (з 1547 року Московське царство). Нині двоголовий орел є гербом Албанії, Сербії, Чорногорії та Росії.

## Двоголовий орел у давні часи

Бактрійська сокира III–ІІ тис. до н. е. Зберігається в музеї мистецтва Метрополітен (Нью-Йорк)

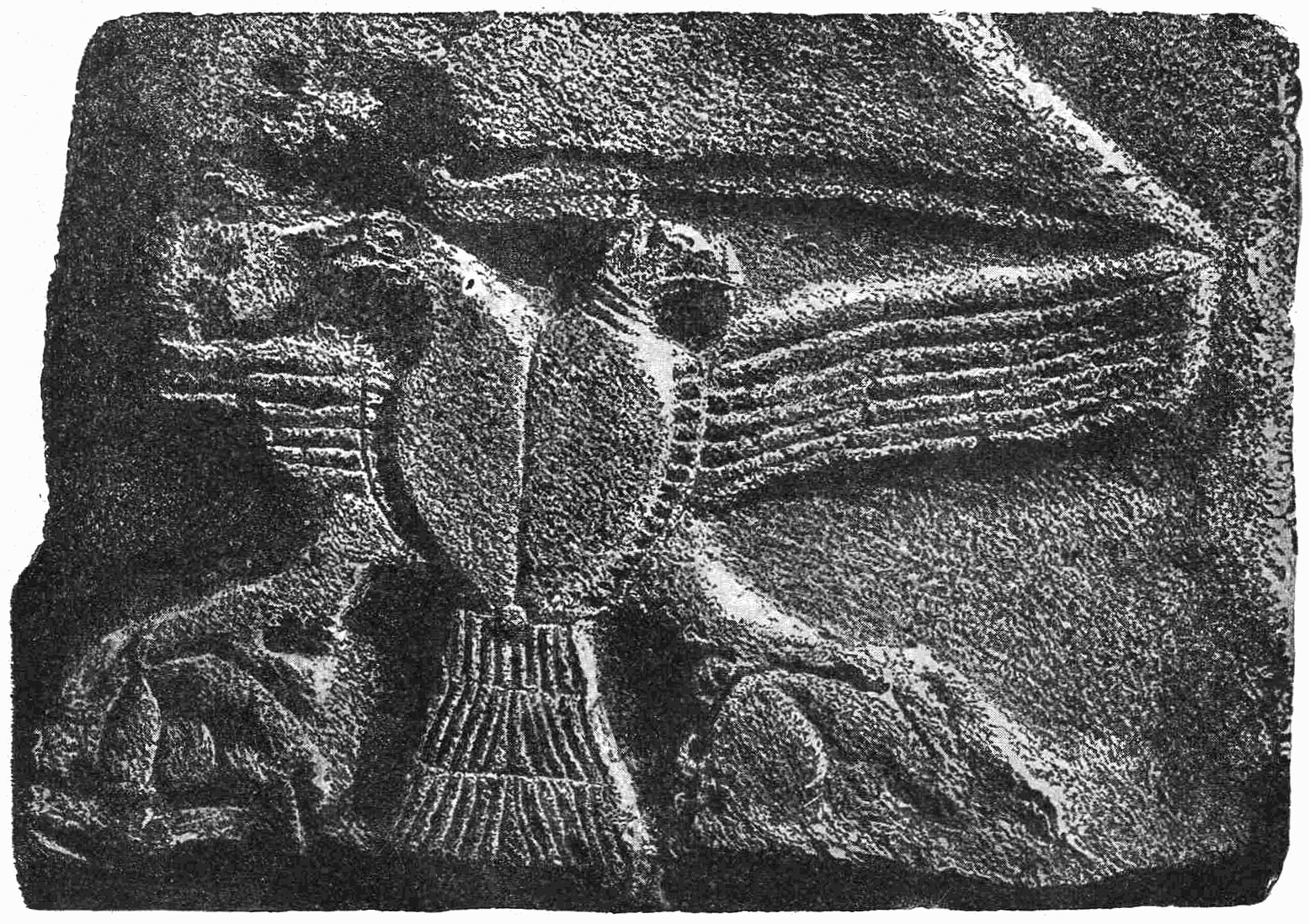
Шумерський символ висічений на скелі. XIII ст. до н. е.

Найдавніші знахідки археологів із зображенням двоголового орла датуються III—II тисячоліттям до н. е. Фантастичний птах зображувався на амулетах, печатках та знаряддях праці в Бактрії-Маргіані. Унікальна знахідка срібної сокири із зображенням антропоморфічного демона з двома орлиними головами нині зберігається в Нью-Йорку в музеї мистецтва Метрополітен. Також відомі знахідки бактрійських амулетів із зображенням двоголового орла, який тримає у своїх кігтях зміїв. Пізніше подібні зображення перейняли хетти. В ассирійців зображення антропоморфічного демона вперше з'являється на печатках царя Еріба-Адада I (бл. 1380—1354 до н. е.) знайдених у місті Ашшур. У давні часи символ двоголового орла використовувався хеттами та шумерами. Неподалік від турецького поселення Богазкей, де знаходилася столиця Хеттського царства Хаттуса, було знайдене зображення двоголового орла вибитого на скелі. Хетти зображували орла на циліндричних печатках, стінах, глеках та на інших виробах та будівлях. Іноді двоголового орла зображували зі здобиччю в кігтях (зазвичай із зайцем). Найпізніша знахідка символу датується XIII ст. до нашої ери. Зображення такого орла збереглося на «воротах Сфінкса» в Аладжа-Хююк. Пізніше його зображення було знайдено при розкопках у місті Лагаш. У Мідії, на сході Хеттської держави, було знайдено зображення двоголового орла датованого VI ст. до н. е. Зображення двоголового орла траплялось і в стародавньому Єгипті на ассирійських пам'ятниках датованими VII—VI ст. до н.е. 1906 року археологічною групою на чолі з М. О. Макаренком на територіях сіл Попівки та Басівки (Роменський район, Сумська область, Україна) було знайдене велике скіфське городище VI—III ст. до н. е. У Попівці було знайдено бронзовий амулет який нагадував зображення двоголового птаха. Елліс Міннз у своїй книзі «Scythians and Greeks: a survey of ancient history and archaeology on the north coast of the Euxine from the Danube to the Caucasus» залишив зображення цих амулетів, хоча точне місцезнаходження оригіналів невідоме. У 70-х роках XX ст. на Красномаяцькому могильнику (мис Красний Маяк, Сухумі, Абхазія) були знайдені бронзові дзвоники, на яких зображували птаха, що нагадував двоголового орла. Дослідники віднесли ці предмети до VII—V ст. до н. е. до сармато-аланської культури. Подібні предмети також знаходили за межами комплексу та на інших городищах Абхазії.

## Двоголовий орел у міфології та християнських віруваннях

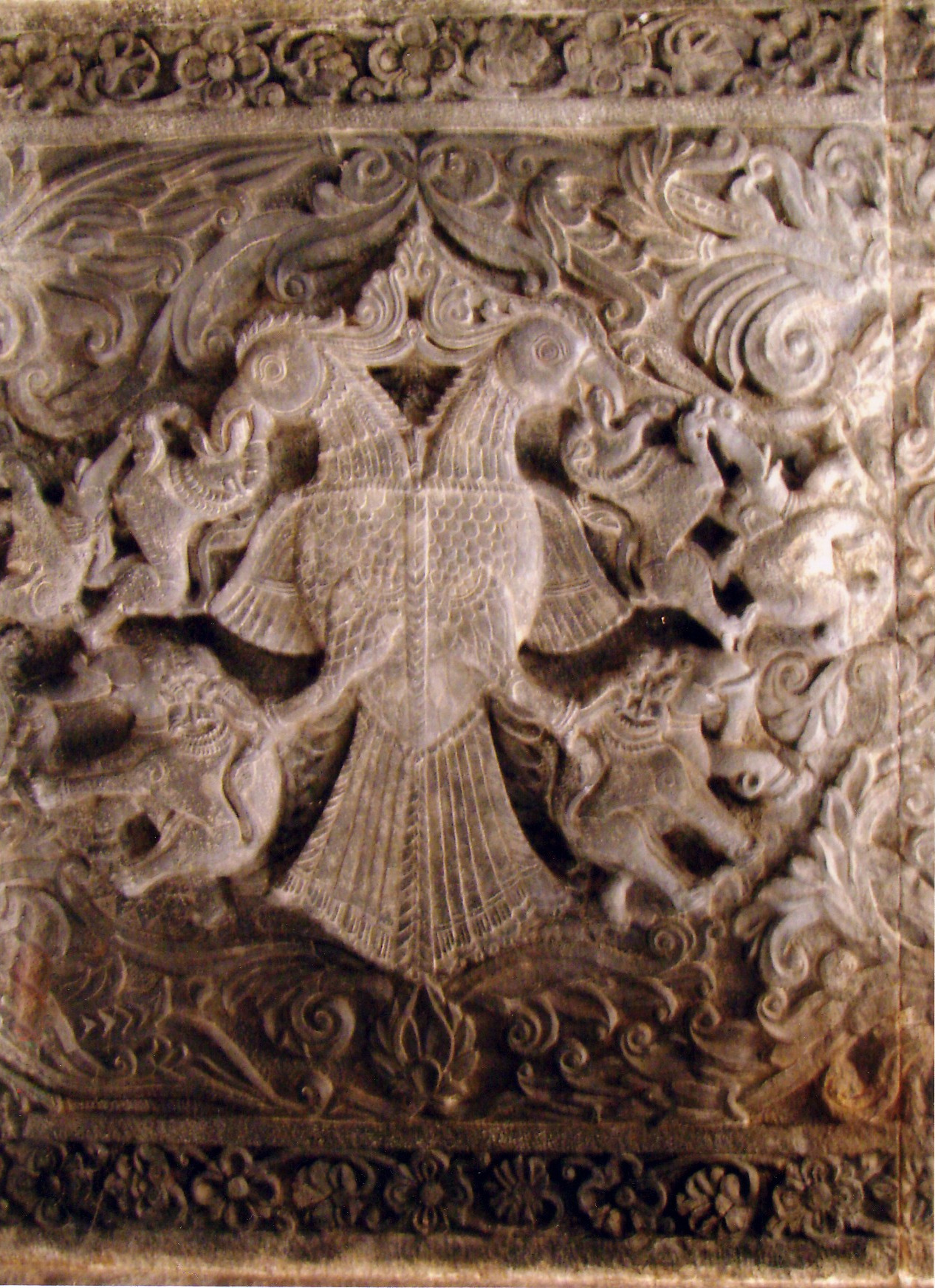
Гандаберунда

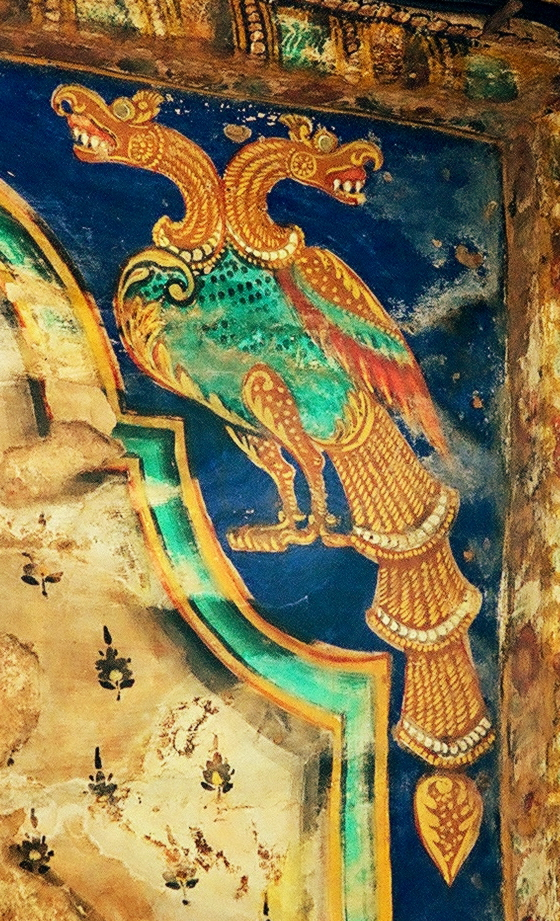
Гандаберунда

Сучасна казахська монета з міфологічним священним орлом на реверсі

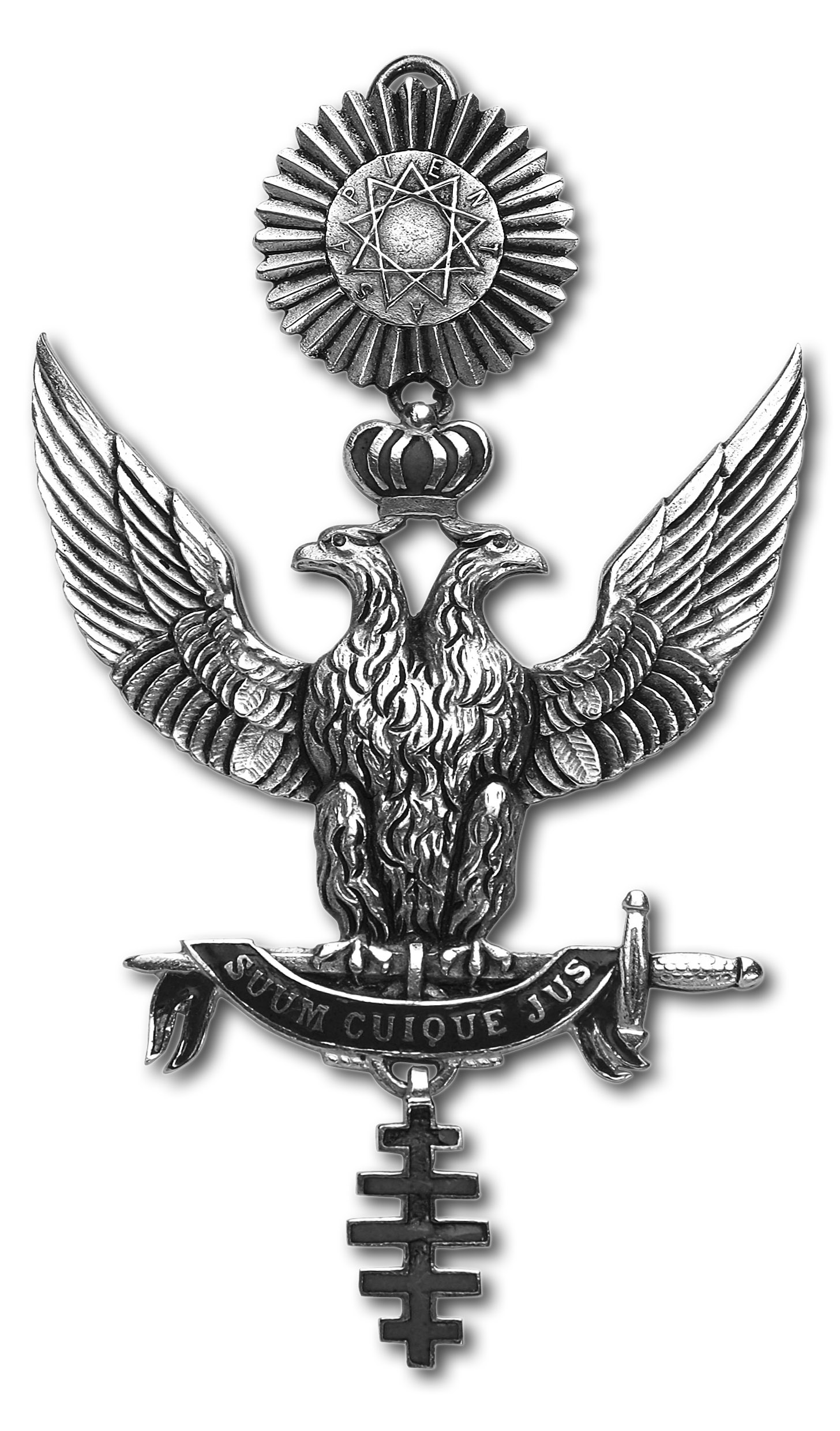
Орден командора Верховної Ради ДПШУ Альберта Пайка

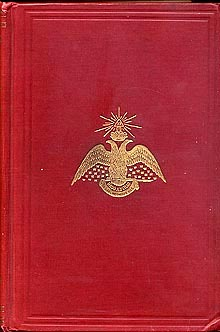
Обкладинка книги Альберта Пайка «Мораль та догма давнього та прийнятого шотландського уставу»

Образ двоголового орла використовувався в релігійних віруваннях. Шумерологи вважають, що двоголовий орел у шумерській міфології був символом бога грози та злив Нінурти. На кінцівці його палиці розміщувалися дві голови орла, або лева. Згідно з шумерськими віруваннями, завдяки палиці Нінурт перемагав ворогів і приборкував непокірних. Шумери також вважали, що орел посланець богів, що створював зв'язок поміж людьми та богами. Хетти також використовували цей символ у релігії. Атрибутами бога грози Тешуба були подвійна сокира та двоголовий орел на ній. Пізніше подібну атрибутику запозичили греки на Криті й зображували з палицею Зевса. У стародавній Греції бог сонця Геліос подорожував небом на колісниці, яка була запряжена 4 конями. Зустрічаються рідкісні зображення, де колісниця запряжена двома двоголовими орлами.
У II—I ст. до н. е. двоголовий орел у індоєвропейського племені хуритів вважався охоронцем Світового дерева. В індуїзмі двоголового орла називали Гандаберунда («ганда» (гінді गण्ड) — сильний, «берунда» (гінді भेरुण्ड) — двоголовий). У літописному тексті «Вішну-пурана» (IV—V ст. н. е.) розповідається про перевтілення бога Вішну в птаха Гандаберунда, коли йому потрібна була чародійна сила.
У тюркській міфології двоголовий орел мав ім'я Оксоко та складався з двох голів птахів Турула та Конрула (також інші назви Семрук і Меркрут) і вважався священним птахом бога сонця Буркута (в середні віки Тенгрі). Найдавніші знахідки зображення Оксоки датуються 3800 роками до н.е. У міфології тюрків II—XIII ст. Оксока став найбільш оспіваним птахом — сином бога Тенгрі. Найчастіше птах описувався на верхівці дерева Байтерек, що з'єднувало Небо із Землею. Орел оглядав своїми головами все навколо і якщо наближалися вороги, чи злі духи, він злітав із дерева і вступав з ними в бій. На початку XI ст. образ Оксоки (Семрука) почав зображуватися на гербі імперії Сельджуків. 1993 року в Казахстані карбувалася обігова мідно-нікелева монета номіналом у 10 тенге із зображенням священного птаха, як згадка про давні вірування тюркських народів. У давніх віруваннях юкагірів, евенків, хантийців, мансійців, ненців та селькупів двоголового птаха називали Ексекюєм (в деяких народів Уксусі). В оповідках місцевих мисливців збереглася легенда в якій переповідається про фантастичного двоголового птаха, який коли пролітав над землею закривав крилами небо. На жаль, незначні відомості про цього птаха описані в небагатьох джерелах, зокрема в науково-фантастичному романі В. Обручева «Земля Санникова».
У XXVIII—XXII ст. до н. е. у стародавньому Єгипті на печатках зображували корону фараонів урею, пізніше почали зображувати бога Сонця Ра та бога Світла Гора (або у вигляді синкретичного божества Ра-Горахті) з соколиними (або яструбиними) головами повернутими в різні боки. Ці боги підтримували крилате сонце та тримали в руках кадуцеї. Подібні символи використовувалися також у країнах Близького Сходу — Месопотамії та Анатолії. В імперії Ахеменідів, а згодом у Персії, подібна символіка стала зображуватися в зороастризмі. У центрі фаравахару (перс. فروهر) зображувався фраваші — подоба янгола-охоронця. Починаючи з III ст. до н. е. крилатий сонячний диск використовували на своїх печатках Юдейські царі. Прообраз крилатого сонця також використовували у своїй символіці алхіміки. 1911 року крилате сонце Юдеї використовував у своїй книзі «Святе повчання» Чарльз Расселл. Єгипетське крилате сонце в різних варіантах також почало широко використовуватися в інших християнських віруваннях — масони, теософи, розенкрейцери, церква Єднання, тощо. 1717 року в Лондоні виникла Перша Велика Ложа створена масонами (пізніше виник союз із 4 лож під назвою Об'єднана Велика Ложа Англії). 1871 року на обкладинці своєї книги «Мораль та догма давнього та прийнятого шотландського уставу» Альберт Пайк використовував зображення масонського двоголового орла з короною та з мечем у лапах. Символом для емблеми масонів послугувало єгипетське зображення крилатого сонця із зображенням на нім Ра-Горахті запозичене ранніми християнами, яке також зображувалося і в єгипетському стилі на обкладинці «Шотландського уставу» (Прийнятий у травні 1801 року в м. Чарлстон (Південна Кароліна, США). Над головами орла в сяйнистому трикутнику зображувалася цифра 33 — найвищий ступінь (градус) масонства. Пізніше в трикутнику зображувалося всевидяче око, яке також було запозичене з єгипетських вірувань (Див. також Око Гора). Символом Автономної Чернечої Держави Святої Гори Афон (грец. Αυτόνομη Μοναστική Πολιτεία Αγίου Όρους) у Греції було обрано знамено Візантійської імперії династії останніх Палеологів, на якому орел є і нині офіційною емблемою монастирської землі й зображується також на спеціальних дозволах в'їзду — діамонітіріонах (грец. Διαμονητήριο). Також двоголовий орел у часи середньовіччя зображувався на православних храмах Костантинополя, Албанії, Кіпру та Еллади.

## Середньовічна Азія
Двоголовий орел використовувався як емблема сельджуцьких та тюркських племен під час інтронізації Тогрула в 1058 році в Мосулі (Північний Ірак) та проголошення його «султаном Сходу і Заходу». За часів правління атабека Мосула та Халеба (Сирія) Імада ад-Діна Зенгі (1127—1146) карбувалися дирхами із зображенням двоголового орла. Згодом двоголовий орел, як символ, використовувався Румськими султанами в XIII столітті та огузами. До 1090-х років турки-сельджуки завоювали більшість візантійських міст у Малій Азії та вийшли до проток Дарданелли та Босфору. 1077 року було засновано Конійський султанат, який використовували прапор на якому був зображений сельджуцький орел з луком на грудях. На арабських монетах зангидів та артукідів у XII—XIII ст. карбувалися монети із зображенням орла. Двоголовий орел був поширеним символом у Персії як символ перемоги, також і в Золотій Орді під час розширення своїх володінь. Відомі дирхами артукіда Насір ал-Діна Махмуда (1219—1234) із зображенням двоголового орла, які карбувалися у 1195—1210 роках. У 1200—1221 роках на аверсі зображувалася 6-кутна зірка. У 90-х роках XIII ст. зображення двоголового орла почали карбуватися на мідних пулах Улус Джучі на монетних дворах Солхату та Кирк-Ору. Збереглися велика кількість монет за часів Узбек-хана (1313—1341) та Джанібека (1342—1357) із зображенням фантастичного птаха. Зображення двоголового орла також трапляється на монетах і в бейликів в Анатолії та мамелюків у Єгипті, датовані кінцем XIII ст. На території Каїрської цитаделі була знайдена посріблена латунна куля, виготовлена в 70-х роках XIII ст. на замовлення мамелюцького еміра Бадр ал-дін Байсарі († 1278) на якій зображено двоголового орла. Нині зберігається в Британському музеї в Лондоні. Наприкінці XIII ст. за часів правління Івана II Комніна (1280—1297) почали карбуватися монети із зображенням двоголового орла в Трапезундській імперії. Пізніше карбувалися монети імперії із зіркою Давида та із зображенням двоголового орла на реверсі. Цей тип монет помітно наслідував дирхамам артукіда Насір ал-Діна Махмуда. У середньовіччі орел з'являється на штандартах турків-сельджуків, які, окрім як у бойових діях використовували штандарт і в прикрашенні підставки під Коран.

Прапор Конійського султанату
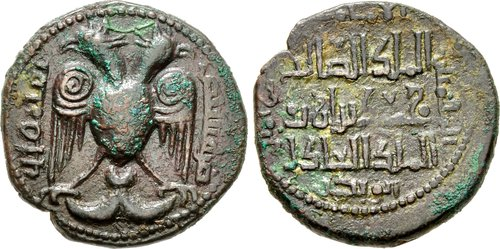
Артукіди. Дирхам, 1213—1214 (610 рік Гідржи). Насір ад-дін Махмуд (1209—1234)
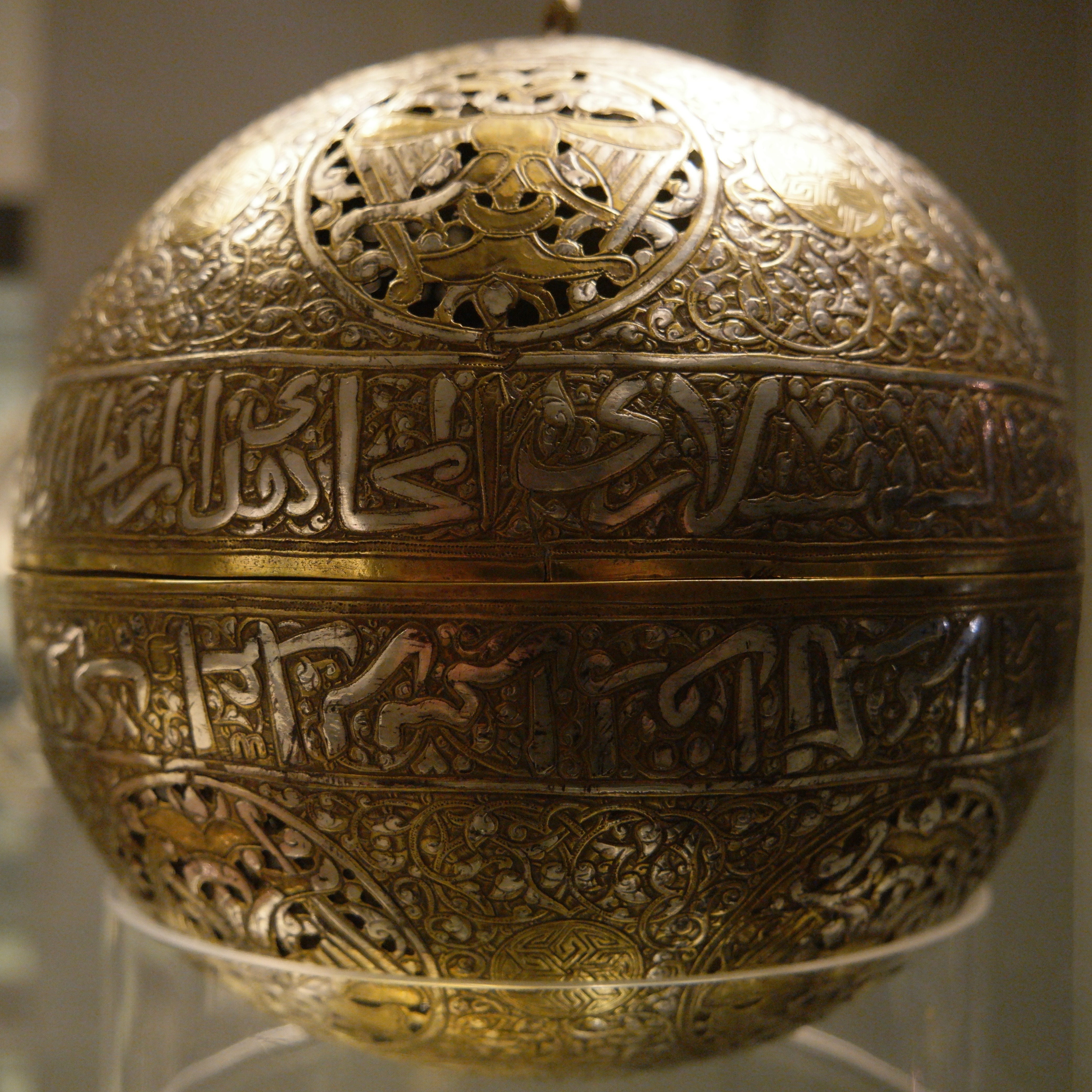
Латунна куля, яка була знайдена на території Каїрської цитаделі. Друга половина XIII ст. Зберігається в Британському музеї в Лондоні
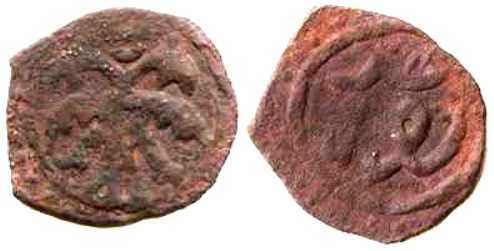
Золота Орда (1240–1502). пул, Тохтамиш (1380–1399)

## Середньовічна Європа

Фулус (пул) Ногая із зображенням двоголового орла. 1291 рік

Вважається, що європейці вперше почали використовувати на гербах зображення двоголового орла під час хрестових походів до Середньої Азії. Перші монети хрестоносців із зображенням двоголового орла карбувалися в Брабантському герцогстві Генріхом II (1235—1248) та Генріхом III (1248—1261), пізніше за часів фландрської графині Маргарити II (1244—1280). Цей символ використовувався першими тамплієрами, які поверталися із завойовницьких походів зі Святої землі. На печатці Великого магістра Ордену Тамплієрів Ґільйома де Боже, датованої 1227 роком, уперше почав зображуватися двоголовий орел. Бл. 1460 році король Неаполю, поет Рене Добрий (1409—1480) у доповнені до «Книги Турнірів» під назвою «Імена, герби та блазони лицарів Круглого столу» (фр. Les Noms, Arms et Blasons des Chevalliers et Compaignes de la Table Ronde) в ілюстраціях лицарських гербів зазначив і герб сера Ґавейна Оркнейського на якому зображений двоголовий орел. У ранніх працях за часів перших легенд про короля Артура кількість голів на гербі Ґавейна не зазначалася. Істориками припускається, що гербом завойованого Костянтинополя, під час існування Нікейської імперії (1204—1261), був двоголовий орел. У Візантії та Балканах двоголовий орел почав набувати імперського значення лише за часів останніх імператорів із династії Палеологів. Зображення фантастичного птаха в Європі збереглося до наших днів на портреті Мирослава Завидовича в церкві святого Петра та Павла, побудованої в 1290 році в Бієло-Полі (Сербія).
Після розподілу поміж синами Сун'єра І каталонського графства Пал'ярс на Нижні (1011—1192) та Верхні землі (1011—1491) на гербах почав зображуватися коронований чорний орел, на грудях якого, на червоному тлі — ромб, у якому 3 нижні частини стріл.
В Україні, у ранньому середньовіччі, двоголового орла зображали на гербі Чернігівського князівства (1023/4–1401), який послугував у сучасності для створення герба Чернігівської області. Одне з найдавніших знахідок на Чернігівщині зображення двоголового птаха висічене на стінах кам'яної усипальниці чернігівських князів у соборі Бориса та Гліба. Собор був споруджений у 1123 році чернігівським князем Давидом Святославовичем (1097—1123), незадовго до своєї смерті. Відомий також двоголовий птах Перемиського князівства (1084—1141), а пізніше (1434—1772) герб Перемишльської землі у складі Польського королівства. Перші літописні відомості про герб Перемишльської землі, яка обіймала територію сучасного Перемишльського повіту та західну частину Львівської області з містами Дрогобич, Самбір та Стрий, датуються 1410 роком. За даними праці польського історика-літописця Яна Длугоша (1415—1480), емблема на хоругвах перемишльського війська в битві під Грюнвальдом мала вигляд золотого двоголового орла на блакитному тлі і з короною над головами.
Після четвертого хрестового походу (1202—1204) та заснування Латинської імперії в Константинополі, Візантійська імперія розкололася на ряд дрібних князівств. У 1204—1475 роках на південно-західній частині Кримського півострова, поруч із Генуезькими колоніями було православне князівство Феодоро. Коронований двоголовий орел на гербі князівства почали використовуватися в останні роки князівства за часів правління Давида Комніна (1459—1461). Орел зображувався в неповному колі, у центрі голів циркуль.
На городищі Костешти (Молдова) були знайдені монети карбовані на монетному дворі міста Сакчі (Нині Ісакча, Румунія) з тамгою беклярбека Ногая. Монети датувалися 90-ми роками XIII ст. і містили зображення тамги Ногая та двоголового орла на зворотній стороні (Див. Монети Ногайського улусу).
Двоголового орла також зображували на тканині, посуді, на стінах споруд і на печатках територіальних князівств та великих міст. Найбільш раннє зображення двоголового орла на тканині належить до часів Візантійської імперії, бл. X ст. привезеного з Аль-Андалуса (ісламської Іспанії). Але як імператорська емблема двоголовий орел став використовуватися за часів правління династії Палеологів. 1226 року герцог Гольштейну Адольф II в імператора Священної Римської імперії Фрідріха II викупив право на статус вільного ганзейського міста для Любека. Гербом міста стає двоголовий чорний орел на золотому тлі. На грудях орла зображувався біло-червоний щит — прапор Любека. Починаючи з XIV ст. герб Любека почав карбуватися і на срібних монетах міста (Див. Любецька марка). Зображення двоголового орла збереглося на стелі Палатинської капели (Палермо, Італія), яке належить до часів правління Фрідріха II Штауфена (1220—1250). На гербі короля Німеччини, Сицилії та Єрусалиму Конрада IV (1227—1254) над головами двоголового орла зображувався півмісяць та сонце без променів.
Державним гербом Священної Римської імперії двоголовий орел був прийнятий лише з 1433 року, після коронації Сигізмунда I (1433—1437), династії Люксембургів. Він зображувався чорного кольору на золотому тлі щита, із золотими дзьобами і кігтями. Голови орла прикрашали німби. Лише в новий час над головами зображувалися корони, у правих кігтях орел тримав скіпетр, а в лівих — державу.
У 1389—1444 роках на території сучасної Албанії існувало князівство Кастріоті, засноване родом Кастріоті. У ті ж часи був обраний родовий герб — чорний двоголовий орел на червоному тлі щита, над головами золоті корони. Вгорі у синьому, перевернутого кутом вниз, трикутнику золота 6-кутна зірка. Цей герб послугував моделлю для створення прапора після виходу зі складу Османської імперії, у часи формації тимчасового уряду (1912—1914). 1444 року, у місті Лежа з ініціативи Скандербега (1405—1468), серед албанських князів було засноване військово-політичне об'єднання Льєзька ліга для боротьби з турецькими завойовниками, яка проіснувала до 1451 року. Гербом ліги слугував родовий герб Кастріоті.
Вчені на боці візантійської та промосковської версій схиляються до думки, що у такий спосіб давні царі наголошували ворогу про усебічну пильність. Є і протилежні думки про значення орла в Європі. На думку прозахідних дослідників двоголовий орел у ранньому середньовіччі використовувався тими державами, які потрапляли у васальну залежність від іншої, або розпадалася на декілька держав. У часи хрестових походів (1096 до 1291) двоголовий орел імовірно зображувався як завойований трофей над переможеною країною. Більш ранні зображення орла, що зустрічаються на тканинах — ісламського походження. Також є думка, що доєднані території позначалися у вигляді голови орла, підкреслюючи так амбіції імператорів, чи посадових осіб.

Імператорський Великий герб Священної Римської імперії (роки існування 962–1806 рок) (1510 рік)
Священна Римська імперія (XV—XVI)
Старий герб Любека, Німеччина (з 1226 року)
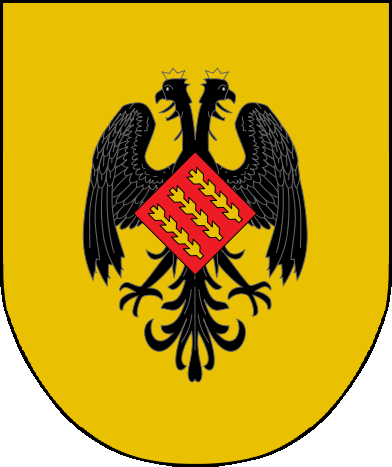
Герб Верхнього (1011 — 1491) та Нижнього (1011 — 1192) графства Пал'ярс
Князівство Феодоро (1204–1475)
Візантійська імперія (330–1453)
Герб Чернігівського князівства (1023/4–1401)
Герб Перемиського князівства (1084–1141) та Перемишльської землі (1434–1772)
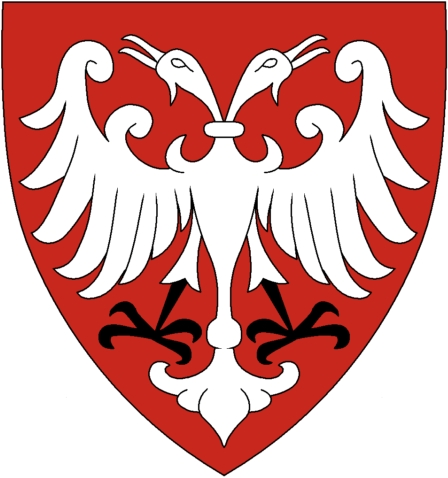
Герб Сербії (з 30-х років XIV ст.)
Герб князівства Кастріоті (1389—1444)

## Двоголовий орел на родових гербах
У період розквіту держави Сасанідів (V—VI ст.) на територіях ранньохристиянській Вірменії виникла династія маміконянів (вірм. Մամիկոնյան). На прапорі династії зображувався двоголовий міфічний орел, який також є одним з елементів сучасного герба.
У XIII ст. на гербі династії Вельфів імператора Священної Римської імперії Фрідріха II (1220—1250), уперше з'являється зображення двоголового орла. У 1228—1229 Фрідріх II очолював шостий хрестовий похід, після якого оголосив себе королем Єрусалиму одружившись з єрусалимською королівною Іолантою (1225—1228). Нині копія зображення герба зберігається в Парижі на сторінках літопису «Хроніки Меджори». Пізніше зображення двоголового орла з'являється на гербі династії Віттельсбахів імператора Людовика IV (1328—1347), та на гербах бургграфів Вюрцбургу та графів Савойських. Також двоголового орла використовує на своєму родовому гербі Карл IV (1355—1378) династії Люксембургів, але частіше використовувався іншими династіями одноголовий. Після коронації Сигізмунда І двоголовий орел став геральдичним гербом Священної Римської імперії, який також використовували на своїх родових гербах династії Габсбургів та Віттельсбахів та останні імператори Лотаринзького дому.
Зображення чорного двоголового орла на своєму гербі використовував французький військовий діяч Бертран дю Геклен (Бл. 1320—1380). Чорний орел зображувався на білому тлі та був перехрещений косою червоною лінією — лицарською стрічкою гідності. Двоголовий орел зображувався на папських гербах Олександра VIII (1689—1691) та Климента XIII (1758—1769). На гербі династії Ласкарисів будинку Вентіміл'я Магістра Мальтійського ордену Жана Поль Ласкареса (фр. Jean-Paul de Lascaris-Castellar) (1560—1657) зображувався двоголовий орел. У період з 1636 по 1657 роки карбувалися срібні та золоті монети (тарі) із зображенням герба та двоголового орла на них. Монети із зображенням двоголового орла карбувалися до 1798 року. Мальтійський Орден припинив карбування монет після втрати влади над островом. Також двоголового орла на своїх родових гербах зображувала венеційська династія Джустіанів (бл. XV ст.). Одним з елементів герба Монферратського маркграфа з італійського роду сербського походження, Ґульєльма IX (1494—1518) був двоголовий орел. На гербі відомого іспанського конкістадора Ернана Кортеса (1485—1547) зображувався двоголовий орел.
У 1046 році, в останній рік правління короля Угорщини Петра Орсеоло (1038—1041, 1044—1046), німецьким лицарем Альтманом фон Фрідбергом був заснований рід Балогів, який проіснував до останніх часів Австро-Угорщини. Починаючи з XIV ст. на родовому гербі династії зображувалися: вгорі та в щиті чорні двоголові орли. У Сербії наприкінці 30-х років XIV ст. двоголовий орел на гербі почав зображатися за часів династії Неманичів (1170—1371) у період правління Стефана Душана (1331—1355). На червоному тлі зображувався білий орел. Подібний орел зображувався і на гербах династії Лазаревичів (1371—1425). Ці герби княжих династій були взяті за основу династією Обреновичів (1815—1903) які послугували для створення державного герба Сербії. На заході Балкан (сучасна територія Чорногорії), після утворення князівства Зета (1326—1530), двоголовий орел використовувався на прапорах династії Црноєвичів.
За часів правління Петра I, після заснування ним Російської імперії, серед знаті утворилися дворянські династії. На гербах знатних родів почали зображувати імперський герб — двоголовий орел. 1775 року після ліквідації Запорозької Січі та в 1783 році після анексії Кримського ханства, Російська імперія доєднала більшу частину України до своїх територій. На гербах губерній та гербах проросійських знатних родів почали зображувати російського орла. 1865 року Російською імперією був затвердженим румунський рід Кантакузін на гербі якого основну частину складав російський орел. 1815 року, після поразки Наполеона I у останній Битві при Ватерлоо, за рішенням Віденського конгресу частина Польського королівства отримала статус обмеженого самоврядування і була надана під управління Російської імперії. На родових гербах польської шляхи почали зображувати двоголового орла імперії. Також російського двоголового орла зображували на державних гербах Польського королівства (1815—1915) та Великого князівства Фінляндського (1809—1917), на грудях якого в щиті зображувалися державні герби.
На початку XIX ст., після окупації Грузинського царства Російською імперією, двоголового орла зображували на своєму родовому гербі грузинська династія Андронікашвілі (груз. ანდრონიკაშვილები).
У 1926—1941 роках на гербі наслідного принца Мохаммеда Реза Пахлаві зображувалися поєднані два фантастичні птахи Шахбази, зображення яких відомі від часів ахеменідів. Поєднання двох птахів нагадувало двоголового орла з короною Пахлаві над головами. 1941 року, після коронації шахіншаха, Реза Пахлаві обрав собі родовий герб династії — лев з мечем у лапі на фоні сонця.

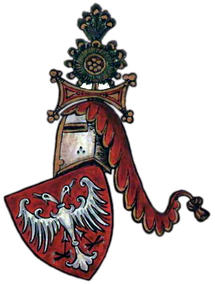
Герб сербської династії Неманичів (1170—1371)
Герб Бертрана дю Геклена (Бл. 1320—1380)
Герб Папи Римського Олександра VIII (1689—1691).
Герб роду Кантакузен (1900)
Гербі наслідного принца Персії Мохаммеда Реза Пахлаві (1926—1941)

## Новий час
У 1473—1829 роках на території Італії було Герцогство Масси і Каррари, засноване тосканською династією Маласпіна, на родовому гербі якої зображувався двоголовий орел, який також став і гербом герцогства. На гербі щит був розділений на 3 частини. У верхній частині на жовтому тлі зображення двоголового чорного орла в золотих коронах. Внизу стрічка з надписом «Libertas». У середньому полі щита білий прапор, на якому зображено на всій площині червоний хрест. У нижньому полі на червоному тлі коса стрічка, у якій зображені білі та сині чотирикутники. У нижніх краях косої стрічки квіти терену. Над щитом зображувалася корона князя, або герцога. 1796 року, після захоплення герцогства Наполеоном, карбувалися монети на яких зображувався герб держави
За часів Австро-Угорської імперії було два типи герба: цісарський великий та загальнодержавні малі герби Австрії та Угорщини. Цісарський герб складався з таких елементів: гербові щити підтримували з боків — з лівого боку грифон, та з правого янгол. Ліворуч, у головному щиті, зображувався австрійський чорний орел із великим щитом на грудях, розділеному на 12 малих щитів — 12 гербів васально-залежних територій. Головний щит, з гербом Австрійської імперії, увінчаний імператорською короною. у лівих кігтях орла меч та держава, у правих скіпетр. Праворуч зображувався герб Угорщини — поле щита розділене на 5 частин-щитів, над основним щитом корона Святого Іштвана. Поміж великими гербами вгорі герб Австрійського ерцгерцогства. До низу від герба зображені ордени Австро-Угорщини: Золотого руна, Марії Терезії, Святого Стефана та Леопольда. Знизу щитів стилістичні золоті віньєтки, нижче на білій стрічці гасло: «Неподільні та нерозлучні» (лат. Indivisibiliter ac Inseparabiliter). Малий герб Австро-Угорщини складався з 2 гербів — Австрії та Угорщини, або кожен окремо з меншою кількістю гербів на грудях орла та на угорському щиті. Загальнодержавний імперський герб зображувався зі щитом ерцгерцогства на грудях орла. На гербі Австрії, під час Першої світової війни, зображувався трисмугий щит — прапор Австрії. Також Австрійський орел був одним з елементів герба Примор'я (1849—1918). На штандарті губернатора королівства Ломбардії та Венеції, на зеленому тлі по краях чорні зубці сформовані з усіх боків у прямокутник, у центрі зображувався чорний двоголовий орел, у дзьобах якого була червона стрічка. Над головами велика корона Австрійської імперії — символ васальної залежності. Є й інший варіант штандарту. На золотому полотні, з країв якого чорні, червоні та золоті зубці, герб королівства: у центрі двоголовий орел у лівих кігтях якого скіпетр та меч, у правих держава. На грудях орла щит, який розділений на 4 частини. У правій верхній та лівій нижній частині щита герби роду Вісконті — на білому тлі лазуровий змій із золотою короною на голові, у пащі якого людина. У лівій верхній та правій нижній частині щита зображувався лев святого Марка з розгорнутим Євангелієм — герб Венеції. У центрі великого щита малий щит ерцгерцогства Австрійської імперії.
Наприкінці XVI ст. двоголовий орел почав зображувався на гербах і монетах Шварцбург-Рудольштадтського та Шварцбург-Зондерсхаузенського князівств. У 1680—1735 роках місто Заальфельд було столицею князівства Саксен-Заальфельд. Пізніше герб цього князівства (зображення навкіс смарагдової корони на золотих і чорних горизонтальних лініях) використовувало місто Саксен-Кобурґ-Заальфельд (1699—1825). З 1868 року район Заальфельд-Рудольштадт, що входив до складу земель Саксонії, на своєму гербі використовував герб герцогства, який зображувався у правій верхній та нижній лівій частинах. У лівій верхній та нижній правій частинах герб князів Шварцбурґу — двоголовий орел на грудях якого щит з короною, внизу рогач та гребінь. Після Першої Світової війни на гербі Шварцбурґу чорний орел був замінений на золотого лева. 1848 року, під час загальнонімецьких зборів (нім. Paulskirchenparlament) було прийняте рішення про створення Німецького союзу. Також був прийнятий герб та прапор союзу — на золотому тлі щита зображувався чорний двоголовий орел, який слугував емблемою союзу до 1866 року.
Двоголовий орел зображувався на гербі Чернігівського воєводства (1635—1667) взятий за основу з герба Чернігівського князівства. Над головами орла зображувалася золота польська корона. 1648 року Чернігів опинився під керуванням козаків війська Запорізького, пізніше воєводство було скасоване. За часів останнього гетьмана війська Запорізького Кирила Розумовського (1750—1764) на його гербі зображувався двоголовий орел. У щиті, розділеному вертикально на чорну та золоту частини, коронований орел з послідовно розділеними кольорами. На грудях орла синій щит у полі якого зображено срібний панцир який з обох сторін був пронизаний червоними стрілами. Герб Кирила Розумовського символізував падіння Запорізької Січі. У геральдиці двоголовий російський орел використовувався під час долучення українських земель до складу Російської Імперії. 1783 року, після окупації Кримського ханства Російською імперією, новий уряд перейменував стародавні міста на свій лад, а також на гербах портових міст з'явилося зображення російського двоголового орла. 1802 року з 5 повітів була створена Таврійська губернія, на гербі якої зображувався двоголовий орел загарбників. 1856 року було затверджено герб губернії на основі герба Таврійської області прийнятому в 1784 році. У золотому полі зображувався чорний орел з коронами на головах. На грудях орла в блакитному щиті зображувався хрест. Над щитом імперська корона, щит оточений золотими дубовими гілками в які вплетена андріївська стрічка. У 1793—1796 роках територія Волині була приєднана до складу Російської імперії й мала назву Волинське намісництво. На гербі в золотому полі щита зображувався коронований чорний орел, на якому сірими контурами підкреслювалися деталі. На грудях двоголового орла золотий щит, на якому зображувався червоний хрест. Цей герб використовувався також у 1795—1796 роках у адміністративному центрі намісництва — Новограді. 1857 року такий варіант герба скасували повернувши історичне зображення герба — білий хрест на червоному щиті. У 1795—1796 роках, до утворення Волинської губернії, герб волинського намісництва використовувався також у Ковельському повіті. Щит розділявся на 2 частини де у верхній золотій зображувалася частина герба Волинського намісництва, а в іншій, червоній частині — срібна підкова, вгорі та з боків три золоті хрести. Над щитом золота корона у вигляді трьох веж та муру.
У 1453 році, після захоплення Константинополя османським султаном Мехмедом II, Візантійська імперія припинила своє існування. 1472 року московський князь Іван III укладає шлюб із племінницею останнього візантійського імператора Костянтина XI, Софією Палеолог. За деякими твердженнями герб Візантійської імперії переходить у спадок Московії, як єдиної на ті часи православної монархії. 1495 року зображення коронованого двоголового орла з'являється на восковій двосторонній печатці Івана III. Місце знаходження оригіналу невідоме. Упродовж XV—XIX ст. двоголовий орел виконував роль державного герба і позначався на княжих, а згодом царських печатках та карбувався на монетах зі щитом на грудях орла (або без щита), на якому зображувався вершник зі списом (з 1730 року офіційно отримав назву святого Юрія). У кігтях орел тримав державу та скіпетр, над головами 3 корони, найбільша по центру голів. Перші монети Московії з двоголовим орлом карбувалися в 1395—1427 роках, сином Дмитра Донського, князем Дмитрівського князівства Петром Дмитровичем (1389—1428). Подібні ранні зображення орла викликали серед дослідників неодноразові дискусії щодо з'яви герба в Московському князівстві та царстві, а згодом у Російській імперії. За певними дослідженнями двоголовий орел Московії мав золотоординське походження і його зображення містилося на печатках ханів. На жаль, жодної Яси до нашого часу не було збережено. За часів імператора Павла І на гербі під щитом зображувався мальтійський хрест, після його смерті в 1801 році герб зображувався без хреста. Нині подібне зображення хреста є на гербах Гатчини та Павловська (Санкт-Петербург). 1857 року цар Олександр ІІ затвердив двоголового орла як державний герб Російської імперії.
У 1817 році під час низки сербських повстань (1804—1815, 1815—1835) території османського Смедеревського санджаку отримали певну автономію, визнані в 1829 році султаном Махмудом II. 1817 року на цих територіях проголошується Сербське князівство, яке проіснувало до проголошення королівства. У 1876—1878 роках Сербія здобула повну незалежність від османів. 1882 року проголошується Королівство Сербія. Від 16 червня 1882 року гербом королівства став двоголовий орел династії Неманичів зі щитом Сербського князівства на грудях орла: на червоному тлі зображувався білий хрест, з боків хреста білі кресала, повернуті до різних боків щита. На західних територіях Сербії, під час революційних хвиль у Європі (1848—1849) була створена самопроголошена автономія Австрійської імперії Сербська Воєводина. Гербом автономії недовгий час слугував Австрійський герб, на грудях якого зображувався сербський щит. Також у 1848 році було створено й інший варіант герба, на якому зображені три історичні герби Воєводини. Цей герб послугував для створення сучасного герба Воєводини. 1849 року самопроголошена автономія була визнана австрійським урядом і отримала назву «Сербська Воєводина та Темешварський банат». Автономія проіснувала до 1860 року, хоча під керуванням австрійського уряду територія залишалася до падіння імперії (1918). 29 жовтня 1918 року доєдналася до складу королівства Сербів, Хорватів та Словенців. У 90-х роках XVII ст., після виходу Чорногорії зі складу Османської імперії, держава перебувала під управлінням князь-єпископства династії Петровичів-Неґошів, яке проіснувала до 1916 року. 1878 року Чорногорія отримала міжнародне визнання. Гербом династії став білий двоголовий орел, на грудях якого зображувався лев з піднятою лапою. Щит розділений на 2 частини забарвлені червоним та зеленим кольорами. У лапах орла скіпетр та держава. Над головами корона. До 1851 року зображувалися також малі корони й на головах орла.
На гербі міста Тунха, що в західній частині Колумбії (департамент Бояка) зображувався чорний двоголовий орел ухвалений Карлом V 9 березня 1541 року. Над головами орла іспанська корона, на грудях птаха щит розділений на 5 частин. Праворуч у верхньому та ліворуч у нижньому щитах на білому тлі зображені червоні леви із золотими коронами на головах, які стоять на 2-х задніх лапах. Ліворуч у верхньому та праворуч у нижньому на червоному тлі щитів зображені три срібні вежі. Знизу, у центрі нижніх щитів бутон нерозквітлої квітки. Навколо великого щита орден Золотого руна. Указом від 3 березня 1559 року віце-королем Перу Уртадо де Мендосою був затверджений герб міста Сукре. На золотому тлі, вгорі та з боків униз зазначався надпис: «Ім'ям та титулом присягаюся на вірність цьому місту Ла Плато» (ісп. Con título y rrenombre de Ynsigne e muy leal Ciudad de La Plata). У центрі золотого поля червоний щит, на якому менший щит розділений на 2 поля. На червоному щиті зображено відрубані голови 10-х місцевих повстанців, що протистояли іспанським загарбникам. У центрі верхнього поля меншого щита на блакитному тлі, коронований двоголовий орел, який підтримує кігтями геркулесові стовпи. З боків, внизу, пагорби Серро-Рико-де-Потосі та Кколке-Порко. На низині пагорбу Серро-Рико-де-Потосі зображено 6 майстерень у яких плавили срібло, на вершині гори срібний хрест. У нижній частині поля, на блакитному тлі, 4 вежі, які з боків підтримують леви. Нижнє та верхнє поле розділене зеленою лінією. Внизу нижнього поля на зеленій лінії зображена лицарська рука, яка здіймає білий прапор із червоним хрестом Єрусалиму до центру щита поміж вежами. На гербі міста Потосі XIX ст. у двоголового орла відрубані голови — на знак протесту іспанським конкістадорам за відрубані голови повстанцям. На гербі чилійської комуни Лаґо Ранко зображувалася частина двоголового орла, у нижній частині герба зображувалися хвилі. Над щитом золота 4-баштова фортеця.
Бл. початку XVI ст., після отримання певної самостійності князівства воядерів Майсур, з'являється і герб держави. У центрі герба на червоному щиті зображувалася Гандаберунда, яка тримала у своїх кігтях двох білих слонів — символ могутності. Край щита підкреслювався жовтою та чорною лініями. Над щитом на білому наметі шолом, вище лев з головою газелі в зубах. З боків щита фантастичні створіння з чорним тулубом лева із золотими накидками на спинах та слонячих головах — одне із перевтілень бога Шиви Шарабха. Знизу щита стилізовані золоті пальмові гілки, під ними біла стрічка з гаслом: «Безстрашність навіки» (гінді न बिभॆति कदाचन). Британський варіант герба кінця XIX ст. мав спрощені зображення без слонів у кігтях, шолому над щитом, а також пальмових гілок внизу щита. Девіз також мав скорочений варіант.

Герб Герцогства Масса та Князівства Каррара (1473—1829) Італія)
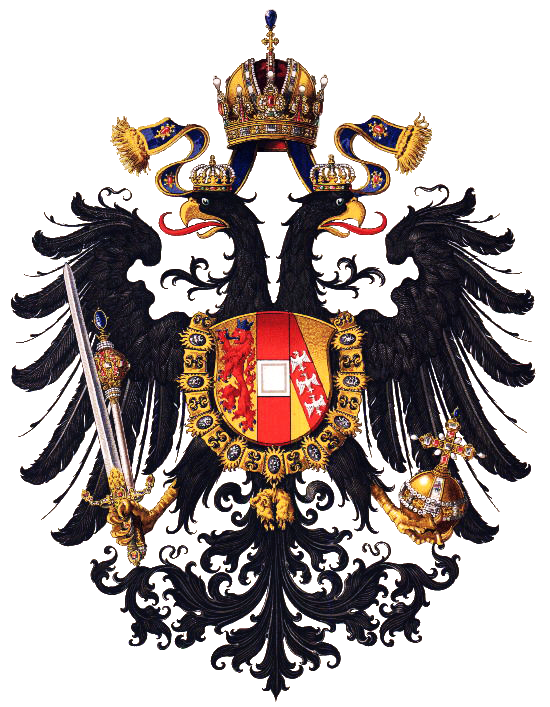
Малий цісарський герб Австрійської імперії (1815—1915) (роки існування (до утворення Австро-Угорщини) 1804–1867)
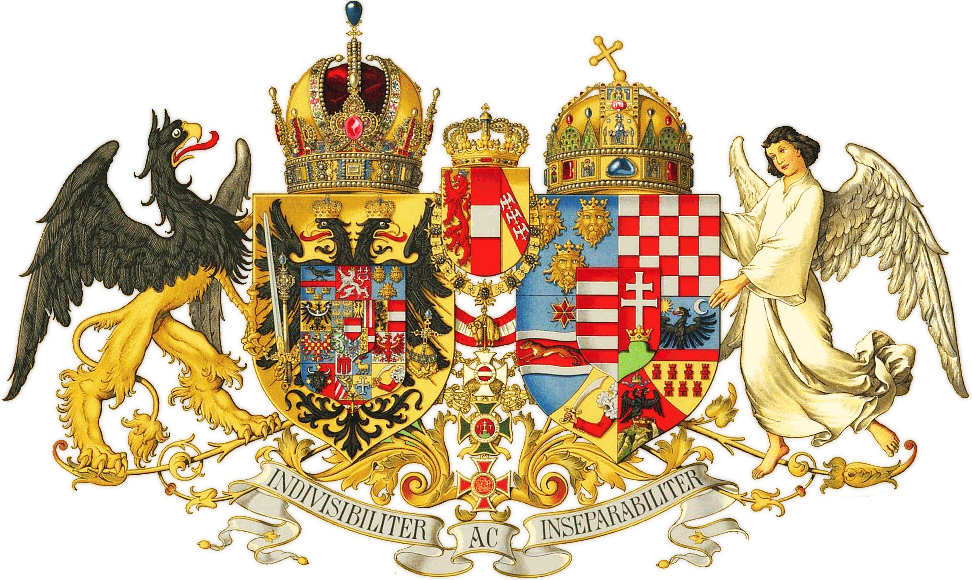
Великий цісарський герб Австро-Угорської імперії. (роки існування 1867—1918)
Штандарт губернатора королівства Ломбардії та Венеції під короною Австрійської імперії (1815—1866)
Німецький союз (1848—1871)
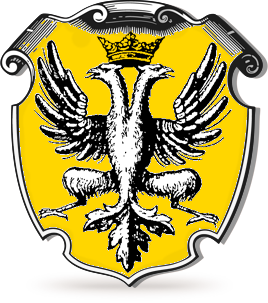
Герб Чернігівського воєводства (1635—1667)
Герб останнього гетьмана війська Запорізького Кирила Розумовського (1750–1764)
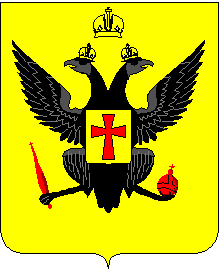
Герб волинського намісництва (1793—1796)
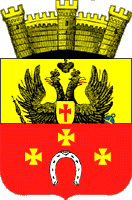
Герб Ковельського повіту (1795—1796)
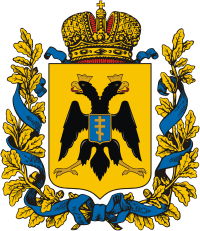
Герб Таврійської губернії (1802—1921) (окупація Російської імперії 1783—1918 роки)
Дмитрівське князівство (Московський уділ). Мідний пул. Петро Дмитрович (1389—1428)
Печатка Івана III (1462—1505), 1495 рік
Російська імперія (1721–1917)
Монета Королівства Сербії із зображенням герба. 1912 рік
Герб міста Тунха (Колумбія)
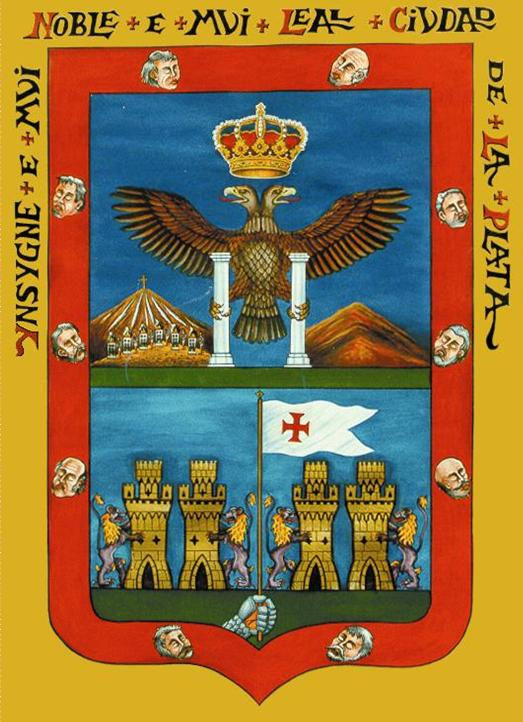
Герб міста Чукісаки (З 1839 року Сукре, Болівія) Затверджений у 1559 році)
Герб Потосі (Болівія) XIX ст.)
Герб Лаґо Ранко (Чилі)
герб князівства Майсур (Індія) (1399–1950)

## Новітній час
У 1880 році, під контролем Австрійської імперії, був утворений Жовківський повіт, який проіснував у складі різних держав до 1940 року. Герб польського періоду мав вигляд розділеного навпіл щита, на якому зображені половини гербів польських родів: праворуч роду Радзивіллів: родова емблема «Тромби» на грудях чорного двоголового орла, увінчаного князівською короною — на срібному тлі три чорні сурми. Ліворуч частина герба роду Собеських: родова відзнака шляхетського герба «Яніна» — на червоному тлі срібний щит, увінчаний золотою князівською короною. 1928 року проєктувався герб Львівського воєводства Другої Речі Посполитої. Офіційно так і не був затверджений, зокрема через вторгнення Німеччини та радянського союзу на території Польщі та початок Другої світової війни. Герб був створений на основі герба Руського воєводства та Перемишльської землі. У розділеному навпіл щиті, у верхньому блакитному полі, зображувався золотий лев у короні, повернений ліворуч, що впирався передніми лапами на скелю. У нижньому блакитному полі — срібний орел з двома головами, над якими в центрі голів корона.
Після закінчення Першої світової війни поміж Італією та Хорватією виник конфлікт через розподіл території Фіуме (сучасна Рієка) (хорв. Rijeka, італ. Fiume). У розпалі суперечок уряд міста погодився на створення незалежної буферної зони, отримавши статус вільного міста. Вільна держава Фіуме проіснувала з 1920 по 1924 роки. За основу герба Фіуме послугував історичний герб часів Австрійської автономії, наданої Марією-Терезією в 1779 році. У пурпуровому круглому картушу, або щиті, зображувався двоголовий орел, який стояв на білому камені в правій лапі притримуючи глечик з якого стікає вода, символізуючи затоку Кварнер Адріатичного моря. Також герб зображувався і на морському прапорі Фіуме. 1924 року місто увійшло до складу Італії, а з 1947 року до складу Хорватії.

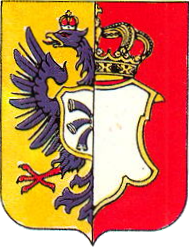
Герб Жовківського повіту (1880—1940)
Проєкт герба Львівського воєводства Другої Речі Посполитої (1928)
Вільна держава Фіуме (1920–1924)
Герб Австрії (1934–1938)

Після падіння Австро-Угорської імперії, гербом республіки став одноголовий орел. Поновлення цислейтанського герба відбулося в період 1934—1938 роках. Над головами орла зображувалися німби, на грудях червоно-білий щит — кольори прапора Австрії. Також у цей період на гербі Відня зображувався чорний двоголовий орел у якого на червоному щиті зображувався білий хрест. Цей герб Відень використовував також у 1461—1925 роках.
Після закінчення Першої світової війни та утворення низки держав на звільнених територіях південних Балкан від контролю Австро-Угорщини, створилося королівство Сербів, Хорватів і Словенців, яке проіснувало до 1929 року — до утворення королівства Югославії. 9/22 грудня 1918 року був затверджений герб держави, основою якого був герб Сербії зразка 1882 року: на малому гербі на червоному тлі щита зображувався срібний двоголовий орел. На грудях орла містився щит розділений на 3 поля — герби об'єднаних країн. Над щитом зображувалася королівська корона. На великому гербі, на пурпуровій горностаєвій мантії з золотими облямівкою, бахромою, шнурами і волотями розміщувався малий герб, над мантією золота королівська корона. 1921 року відбулися невеликі зміни герба. Цей герб також використовувався і після утворення королівства Югославії. У результаті незадоволеності хорватами політикою Белграду 26 серпня 1939 року було оголошено про створення держави Бановини Хорватії у складі Югославського королівства. На гербі держави зображувався білий двоголовий орел з короною над головами. На грудях орла зображувалася в щиті хорватська шахівниця. 6 квітня 1941 році управлінням рейхстагу на окупованих територіях королівства Югославії була створена військова адміністрація Сербії, яку очолював Мілан Недич (1941—1944). До складу Сербії також увійшла західна частина Банату. Гербом тих часів слугував малий герб Сербії зразка 1882 року, без корони над головами. 10 квітня 1941 року Бановина Хорватія припинила своє існування і була доєднана до складу держав Осі під назвою Незалежної Держави Хорватії. З 15 липня 1941 року до складу Хорватії увійшли Славонія та Боснія і Герцеговина. У 2003—2006 роках, під час існування державного союзу Сербії та Чорногорії, зображувався двоголовий орел на грудях якого у великому червоному щиті розміщувалося 4 малих щити — праворуч знизу та зверху ліворуч малі щити Сербії, ліворуч знизу та праворуч зверху малі щити Чорногорії.

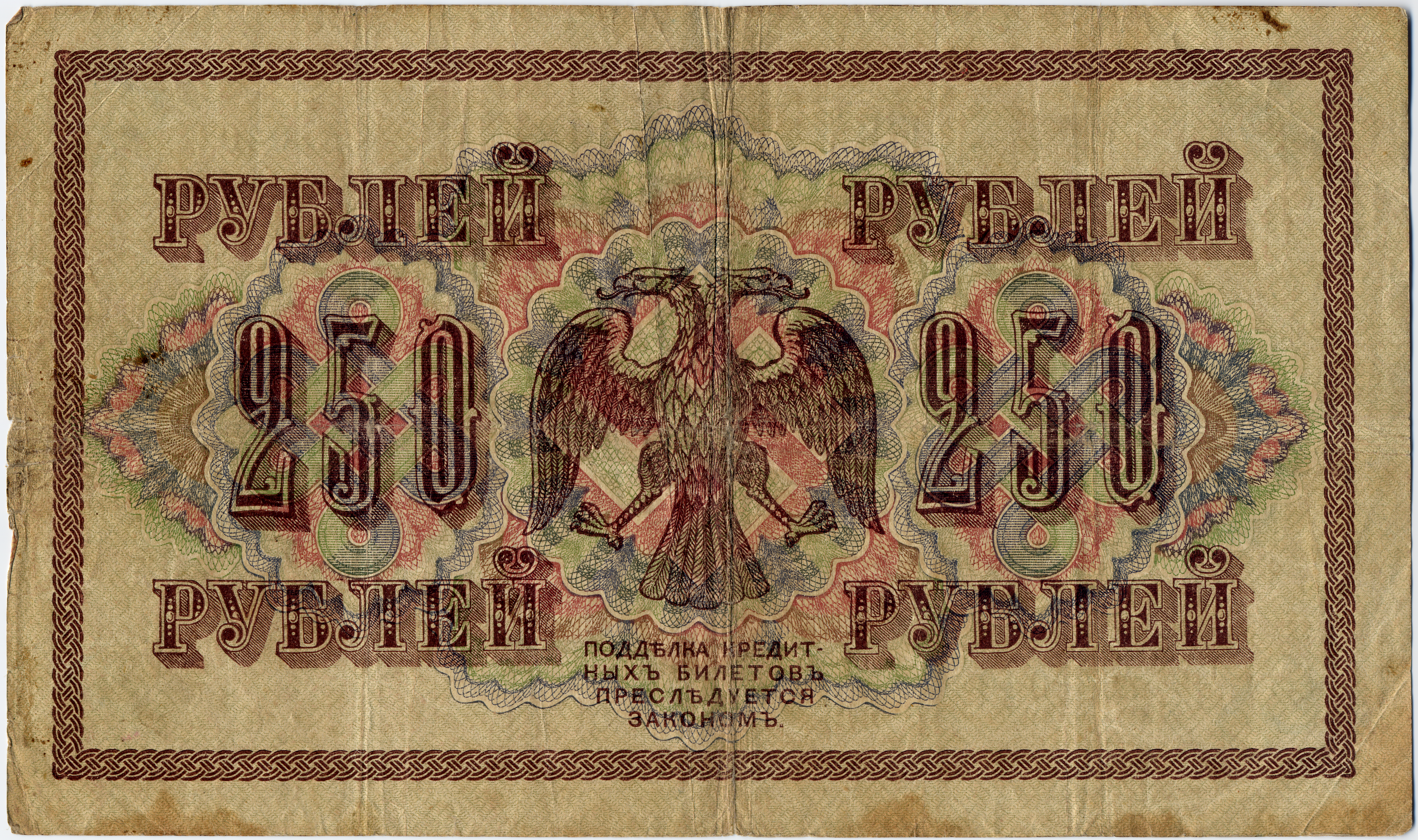
Купюра тимчасового уряду Росії зі свастикою та гербовим орлом на ній (1918).
Герб тимчасового уряду Росії (1917—1919).
Королівство Сербів, Хорватів і Словенців (1918—1929), Королівство Югославія (1929—1941)
Герб Бановини Хорватії (1939—1941)

У 1917 році, після зречення російського імператора Миколи II, геральдистами А. К. Лукомським, С. Н. Тройницьким, Г. І. Нарбутом та І. Я. Білибіним був розроблений проєкт герба тимчасового уряду Росії. На ескізі герба І. Я. Білибіна орел був без корон, держави та скіпетра, а також без нагрудного щита, на якому зображувався московський вершник зі списом. У цьому проєкті крила орла були знижені. Цей герб став емблемою Російської республіки (березень—листопад 1917 року) та Центрального банку. Новий герб був затверджений тимчасовим урядом, який випустив асигнації із зображенням реконструйованого орла. Орел на купюрах у народі швидко отримав глузливу назву «обскубана курка». На більших номіналах орел зображувався на свастиці (Див.рубль Тимчасового Уряду). У перші роки радянського уряду (1920—1922) свастика також зображувалася на печатках, купюрах (водяні знаки), нагородах, шевронах та емблемах. На першому варіанті герба РРФСР зображувалися також фасції, які в майбутньому стали символом фашизму. 23 вересня 1918 року на антибільшовицькій державній нараді в місті Уфа, а також на початку 1919 року в місті Омську, оголосили про конкурси на нові проєкти герба. На деяких варіантах державу та скіпетр змінили на серце та хрест. Переможцем конкурсу став художник Г. А. Іл'їн. Орел без корон тримав у лапах меч та державу, на грудях зображувався щит — герб Москви, навколо якого орден Андрія Первозваного. У центрі над головами зображувався сяйнистий хрест, над ним на синій стрічці надпис: «Цим перемагаючи» (староцерк.-слов. Си́мъ побѣди́ши). Цей герб зображувався на купюрах Сибірського тимчасового уряду. Інші білогвардійські формування зображували на купюрах герб Російської імперії, або герб тимчасового уряду. Збройні сили Півдня Росії використовували варіант герба, який нагадував зображення орла на асигнаціях зразка 1818 року, але без корони над головами.

Сербія (1941—1944)
Державний союз Сербії та Чорногорії (2003—2006)
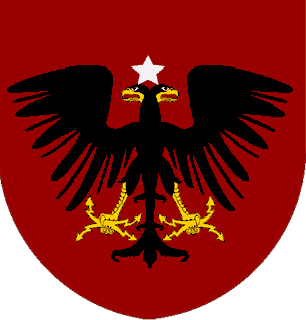
Герб Албанського князівства (1914–1925)
Албанська республіка (протекторат Королівства Італії) 1925–1928)

У 1914 році, після виходу зі складу Османської імперії, утворилося Албанське князівство. За основу герба князівства почав слугувати герб Георгія Кастріоті Скандербега — двоголовий чорний орел на червоному тлі щита. Над головами в центрі було додано п'ятикутну зірку. У 1914—1925 роках на півдні Албанії існувала самопроголошена Автономна Республіка Північного Епіру, а також у місті Корча Автономна Албанська Республіка Корча (1916—1920). На своїх прапорах та печатках ці держави використовували двоголового орла. 1926 року, під час існування Албанської республіки, на грудях орла зображували шолом Скандербега (Докладніше Символіка Скандербега). У 1928—1939 роках, під час існування Албанського королівства, очолюваного королем Ахметом Зогу, чорний орел зображувався на горностаєвій мантії, з шоломом Скандерберга над центром щита. У 1939—1943 роках, під час італійського панування в Албанії, золотий шолом зображувався над головами орла, з боків зображувалися фасції. Над мантією зображувалася корона королівського дому Італії. У 1946—1992 році, під час існування Народної Соціалістичної Республіки, чорний орел зображувався у вінку з пшеничного колосся, вгорі зображувалася червона зірка. Внизу в 3 ряди зображувалися червоні стрічки, на нижній рік та дата звільнення Албанії від фашизму. На гербі 1992—1993 року зірки та стрічки усунулися з герба. 1990 року група албанських політиків створює «Конституцію Республіки Косова» і проголошує незалежність Косовської автономії, яка з 1992 року отримала назву Автономний край Косово і Метохія (серб. Аутономна Покрајина Косово и Метохија). Владою Союзної Республіки Югославії було оголошено надзвичайний стан у самопроголошеній державі й у липні був розпущений парламент Косова. У 1992—1999 роках зборами албанських політиків була проголошена Республіка Косово, яка була схвалена неофіційними референдумом і визнана лише Албанією де-юре залишаючись автономією у складі Сербії. Прапором албанської етнічної спільноти став прапор Албанії. З 1999 року Косово перебуває під контролем адміністрації ООН зі столицею в Приштині. 2000 року перший президент Косова Ібрагім Ругова (1992—2006) висунув проєкт прапора Дарданії. На синьому тлі прапора в центрі в помаранчевому колі, підкресленому жовтою лінією, золота шестикутна зірка над головами орла. На грудях орла щит розділений на 4 частини. Вгорі лівої та нижньої правої частин зображено колесо, у правій верхній частині та нижній лівій кольори прапора. Від центру щита до крил орла зображено стрічку, на якій назва країни албанською мовою. Спроба мера міста розвішати прапори Дарданії по місту на день Прапора Косово закінчилося їхнім спаленням ветеранами армії звільнення Прешево, Медведжи та Буяноваці (алб. Ushtria Çlirimtare e Preshevës, Medvegjës dhe Bujanocit). Нині «герб Дарданії» використовується на «Печатці президента Косова».

Албанське королівство (1928—1939)
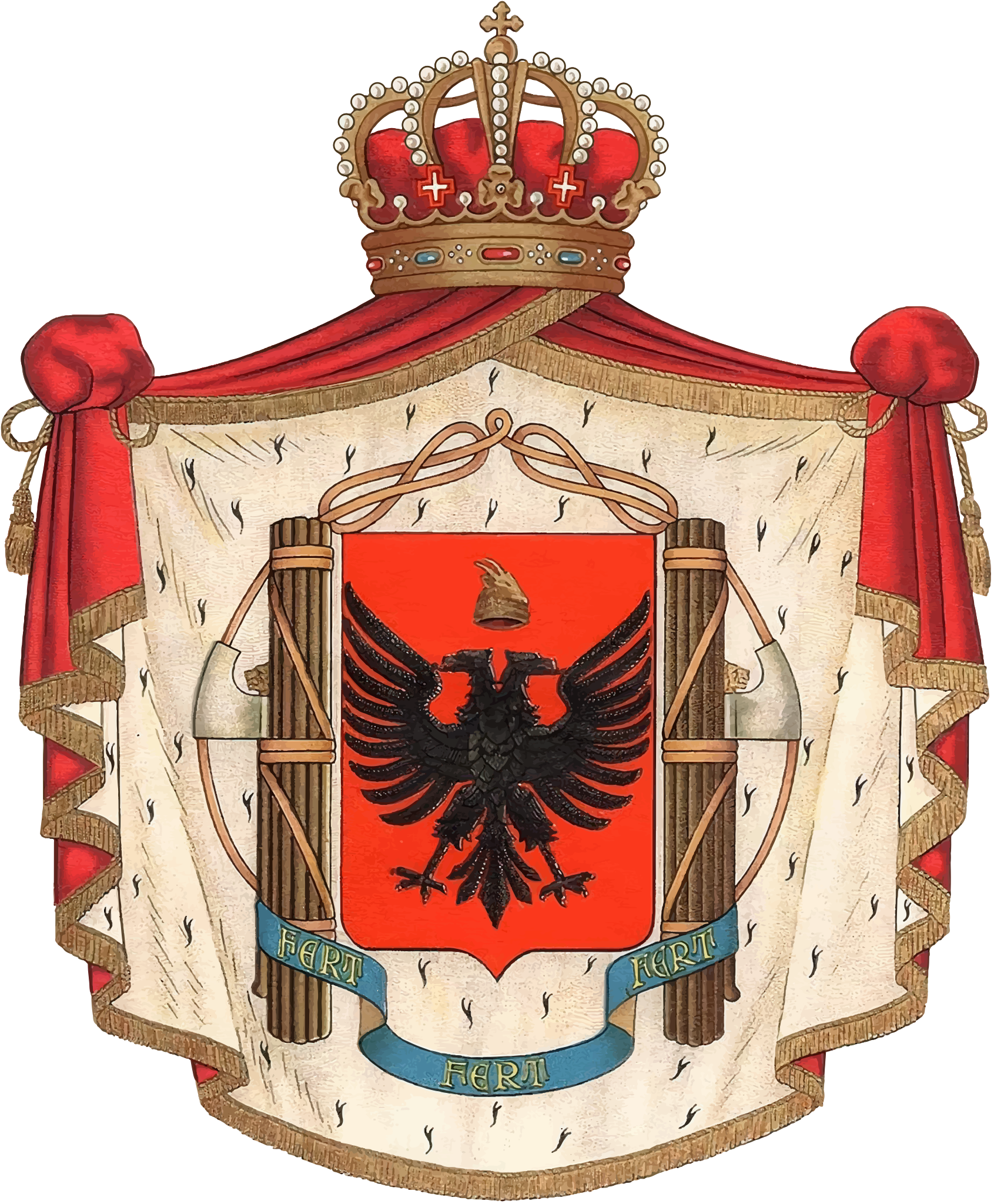
Албанія під владою Італії (1939—1943)
Народна Соціалістична Республіка Албанія (1946–1992)

## Сучасність

### Європа
У 1673 році, у колишній столиці Шотландії місті Перт, було затверджено герб, на якому зображувався двоголовий золотий орел. На грудях орла розміщувався щит, де на червоному тлі, підкресленому з країв білими лініями, 8 з'єднаних поміж собою геральдичних лілій. У центрі зображувалося священне ягня апостола Івана — покровителя міста. У лівій кінцівці ягня, на білому довгастому хресті, Андріївський прапор. Знизу орла на золотій стрічці гасло: «За короля, закон і за народ» (лат. Pro Rege Lege et Grege). Двоголового орла також зображують на гербі області Шотландії Перт-і-Кінроссі, головним містом якого є Перт. На щиті чорного коронованого орла (шотландська корона на шиях птаха) геральдичний шотландський лев з мечем, у центрі на грудях лева зображено малий щит у якому башта, під нею хвилі. Внизу орла на білій стрічці девіз: «За закон і свободу» (лат. Pro Lege et Libertate). Цей герб почав використовуватися в 30-х роках XX ст., затверджений у 1996 році
На сучасному гербі земель Нижньої Австрії міста Вінер-Нойштадт у щиті, розділеному на 4 частини, зображується двоголовий орел, у правій верхній та нижній лівій частинах у червоному тлі зображені 2 башти, у центрі яких відкрита брама. Вгорі в центрі башт щит-прапор Австрії. З 1461 року двоголовий коронований орел також зображується на щиті на чорному тлі герба міста Кремс-ан-дер-Донау, наданий місту імператором Священної Римської імперії Фрідрихом III. У деяких містах сучасної Німеччини двоголовий орел є основним елементом герба. Такі міста, райони, округи як Дуйсбург, Альб-Дунай, Ессен, Руланд, Швабія, Деггендорф, Ортенау, Кельн, Нойс, Любек використовують зображення двоголового орла на своїх гербах та прапорах. Двоголового орла також зображують на сучасних гербах та прапорах нідерландських міст та провінцій таких як Арнем (провінція Гелдерланд), Болсвард (Фрисландія), Гронінген (Гронінген), Неймеген (Гелдерланд). Орел на гербах цих міст зображувався в центрі щита, з боків щитотримачі леви, або орли. На гербі муніципалітету Шлат (кантон Цюріх), Швейцарія) на білому тлі щита зображувався лазуровий двоголовий орел. Також двоголовий орел використовується і на гербі іспанських міст Баньйос-де-Ебро (Алава), Алтеа (Валенсія), Беніарбеч (Аліканте), Ла-Бісбаль-де-Фальсет (кумарка Пріурат, Каталонії), Тарасона-де-ла-Манча (Альбасете), міста Толедо та провінції з однойменною назвою. Двоголовий орел зображувався на гербах італійський міст Веллетрі, Віллафраті та провінції Ровіго. У Франції двоголового орла зображують на гербах комун Азенкур (департамент Па-де-Кале), Камбре (департамент Нор), Пам'є (департамент Ар'єж).

Герб міста Перт у Шотландії (з 1673 року)
Герб міста Вінер-Нойштадт (Австрія)
Герб міста Неймеген (провінція Гелдерланд, Нідерланди)

У 1802—1918 роках на гербі Чернігівської губернії зображувався коронований орел з однією головою та з золотим хрестом у правих кігтях, який нині є гербом Чернігова. На гербі Чернігівської області орел зображується з двома головами — герб відродженим на основі воєводського герба. На синьому щиті золотий стилізований тризуб із хрестом — знак першого князя Чернігівського князівства Мстислава Хороброго. 28 листопада 2017 року НБУ викарбувано монету з нагоди 85-річчя Чернігівської області (Детальніше 85 років Чернігівській області), на якій на реверсі зображено герб області в стилістичних національних узорах. У центрі герба Дрогобицького району зображувався коронований золотий орел, який взятий за основу із герба Перемиського князівства. На червоному тлі щита фантастичного птаха зображувалося 6 курганів — символ перших поселень на Дрогобицьких землях. Орел зображувався в щиті, розділеному на три частини: блакитну, зелену та чорну — основні кольори прапора району. Над щитом стилістична корона з листя граба та дуба. Внизу основного щита на блакитній стрічці надпис золотим кольором: «Дрогобицький район». З боків щитотримачі: ліворуч золотий лев з прапором України, праворуч золотий ведмідь з прапором району на якому, окрім основних кольорів, зображено золотий хрест із колом по-центру. Також частина двоголового орла використовується на гербі міста Новоград-Волинський. Срібний щит розділений на 5 частин, над ними назва міста. На верхній лівій частині на золотому полі четверта частина двоголового орла — герб Волинського намісництва. На верхньому пурпуровому тлі праворуч, що має форму фортечної стіни, схрещені меч та шабля. На нижньому зеленому тлі ліворуч стилізована літера «У». На нижній правій частині на блакитному тлі срібний дзвін, на якому зображено літеру «Z». У центрі на золотому щиті червоний хрест — емблема Волинської області. Над повним гербом стилістична корона, яка складається з 3-х веж та мурів поміж ними.

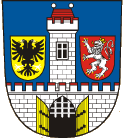
Герб міста Чеський Брод (Чехія)
Герб Чернігівської області (Затверджений у 2000 році)
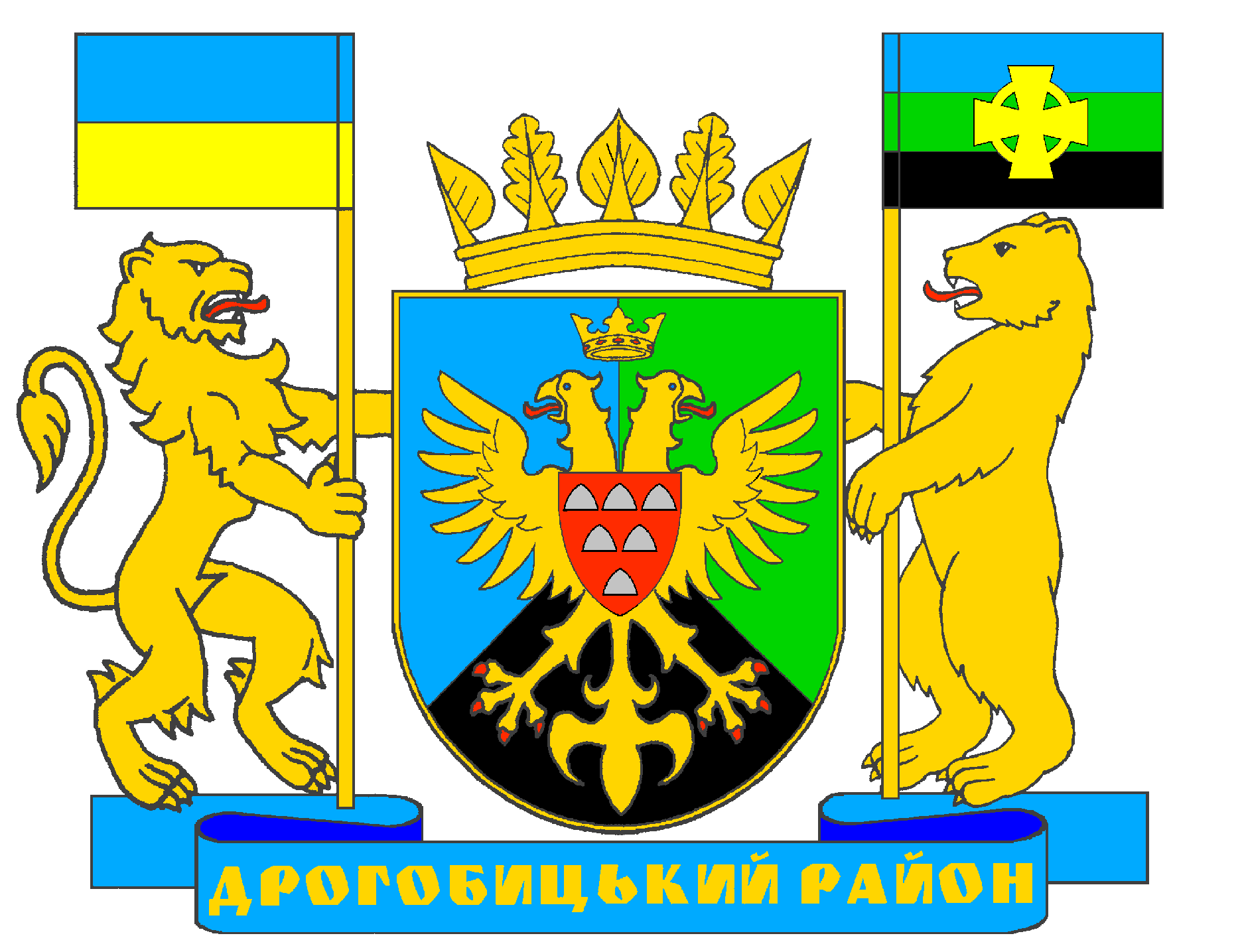
Герб Дрогобицького району (Затверджений у 2004 році)
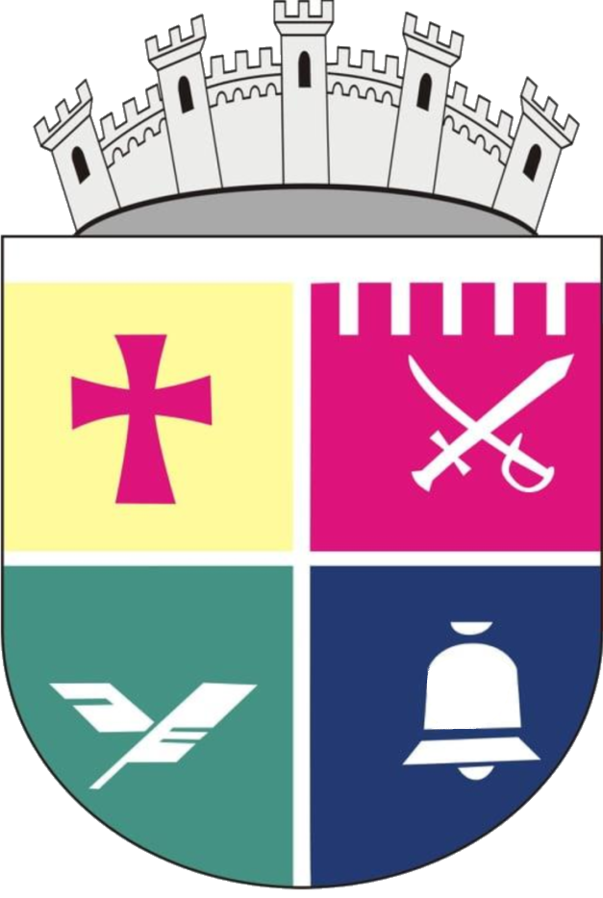
Герб Новограда-Волинського (Затверджений у 1994 році)

7 квітня 2014 року на території Донецької області сепаратистами була проголошена так-звана народна республіка. З квітня 2014 року розпочалося вторгнення російських військ на території Донеччини для підтримки місцевих терористичних організацій. Фактично самопроголошена республіка стала повноцінною маріонеткою під керуванням спецслужб В. В. Путіна. 21 червня 2014 року, на тимчасово окупованих територіях Донеччини, були прийняті власні прапор та герб. На грудях двоголового срібного орла з піднятими крилами на щиті на червоному тлі зображувався Архангел Михаїл із піднятим догори мечем. Лапи та кігті в орла відсутні. До листопада 2014 року терористичне угрупування ЛНР використовувало російського двоголового орла на своїх прапорах та на гербі. На грудях орла зображувався щит — герб Луганська. 2 перехрещених кайла, які були одним з елементів у оформленні щита, були розміщені гострими кінцями біля ший орла — ніби відсікаючи їм голови. У листопаді 2014 року був прийнятий новий герб самопроголошеної ЛНР, який став своєю подобою нагадувати герби союзних республік колишнього СРСР. У квітні 2014 року на базі терористичних угрупувань ДНР та ЛНР був розроблений проєкт герба, прапора та грошових одиниць вигаданої квазідержави Новоросії, який викликав негативні відгуки навіть серед активних поціновувачів «руського міра». У ЛНР зображувати російського орла на своїх гербах та символіці відмовилися. На грудях двоголового орла зображувався скопійований герб Запорізької області, у кігтях орла зображувався сніп та стріли, що стало помітним копіюванням елементів із герба США. 20 травня 2015 року «спікер парламенту» Олег Царьов офіційно визнав крах «проєкту Новоросія».

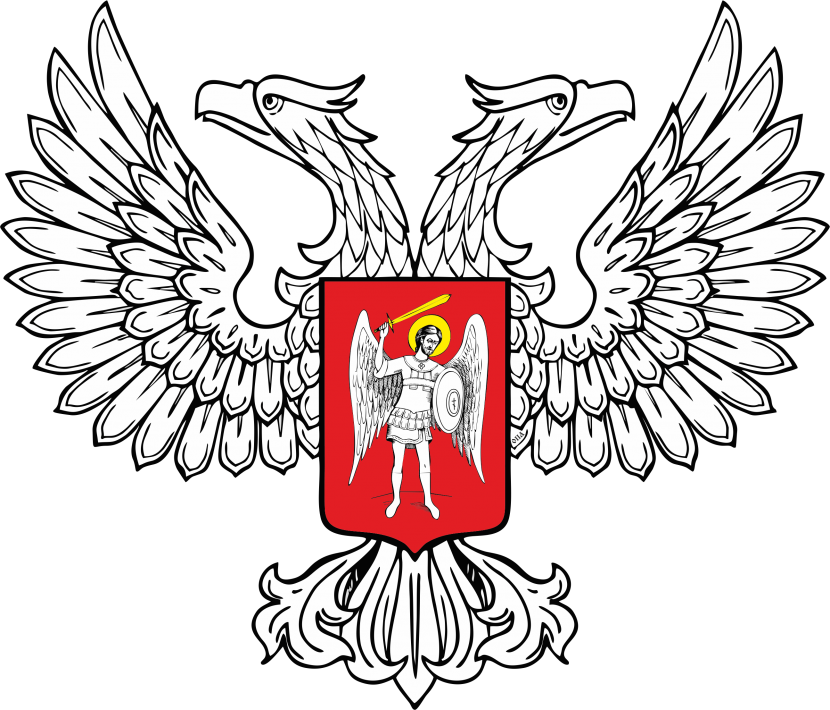
герб терористичного угрупування самопроголошеної Донецької республіки (Окупація Росії з 2014 року)
герб міста Бендери, Самопроголошена держава Придністров'я у складі Молдови (окупація Росії з 1991 року) Затверджений у 1826 році, поновлений у 2003)
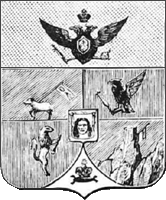
Герб міста Грігоріополя, Самопроголошена держава Придністров'я у складі Молдови (окупація Росії з 1991 року). Затверджений у 1794 році, поновлений у 2013)
Герб Березівського повіту

У 1991 році, під час збройного конфлікту в Придністров'ї терористичні угрупування, за підтримки військ Російської Федерації, оголосили про вихід зі складу Молдови. Самопроголошена невизнана республіка існує з 1992 року і конфлікт залишається невирішеним. 25 вересня 2003 року місту Бендери було повернуто герб зразка 1826 року. Щит розділений на два поля: у верхньому — золотому, двоголовий орел, прикрашений золотою короною, що тримає в обох лапах блискавки, гострі кінці які обернуто до низу. На грудях орла щит, на якому в червоному полі зображено святого Юрія, що сидить на білому коні і списом вражає змія. У нижньому — чорному полі, зображений лев із людським обличчям — пам'ять скрутного становища шведського короля Карла XII (1697—1718) після Полтавської битви. 2012 року, під час святкування 220-річниці міста Григоріополя, було вирішено повернути малий герб місту зразка 1794 року. У січні 2013 року рішенням голови адміністрації гербом міста затвердили історичний герб. На гербі щит розділено на 7 частин. У верхній частині герба, на золотому тлі, зображення чорного двоголового орла зі щитом на грудях; у центрі в чотирикутнику зображення образу Спаса; у 1-й частині на зеленому тлі срібне ягня, що несе хоругву; у 2-й частині на червоному тлі орел зі скіпетром у кігтях; у 3-й частині на червоному тлі лев, що прямує наліво; у 4-й частині на зеленому тлі фортеця, на якій розміщено схилений набік прапор; у центральній найнижчій частині корона на підставці. Також історичні герби з двоголовим орлом карбувалися Придністровським Республіканським Банком на інвестиційних золотих та срібних монетах Григоріополя та Тирасполя у 2017 році карбувалися пам'ятні сталеві монети плаковані нікелем із гербами міста Бендери та Григоріополя. На пам'ятних монетах Тирасполя з недорогоцінних металів зображувався сучасний герб.
Одним з елементів міста Чеський Брод (Чехія) є двоголовий орел. У Польщі двоголового орла використовують на гербах та прапорах Підкарпатського воєводства в Березівському (лише герб), Сяноцькому, Переворському та Перемишльському повітах.

Герб Сербії (Затверджений у 2004 році)
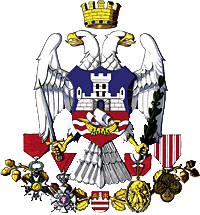
Герб Белграда (Затверджений у 2003 році)
Герб Чорногорії (Затверджений у 2004 році)
Албанія (Затверджений у 1992 році)

Згідно з указом від 17 серпня 2004 року «Про використання герба, прапора, гімну» народної скупщини Сербії гербом республіки став великий герб королівства зразка 1882 року. Двоголовий орел також зображений на гербах округів та міст Сербії, зокрема Белграду, Ниші, Прієполя, Міоніци, Куршумлії, Савскі-Венас, Валево,
Великої Плани, Сурдулиці, Лесковаци, Деспотоваци, Білеки та ін.. 12 липня 2004 року був прийнятим герб республіки Чорногорії династії Петровичів-Неґошів останніх часів королівства. Білий орел був змінений на золотий, а також верхнє тло щита замінилося на синій колір.
На сучасному гербі Албанії, прийнятому 23 травня 1993 року, зображено чорного двоголового орла на червоному щиті. У верхній частині герба — шолом Скандербега.
30 листопада 1993 року указом президента Росії було затверджено державний герб зразка 1917—1918 років — двоголовий орел зі спущеними крилами без регалій та корон. 30 грудня 2000 року був затверджений орел, який майже повністю повторював малий імперський герб. На червоному фоні золотий орел коронований 3 коронами, на грудях орла червоний щит, на якому зображено вершника зі списом. Також двоголовий орел є елементом сучасних гербів Краснодарського та Ставропольського країв; Воронезької, Орловської, Ростовської областей; міста та району Осташкова; та міст Санкт-Петербургу, Воронежа, Гатчини, Краснодару, Новоросійська, Новочеркаська та Оренбурга.

Росія (затверджений у 2000 році)
Санкт-Петербург (Заснований у 1703 році)
Герб Ставропольського краю (затверджений у 1997 році)
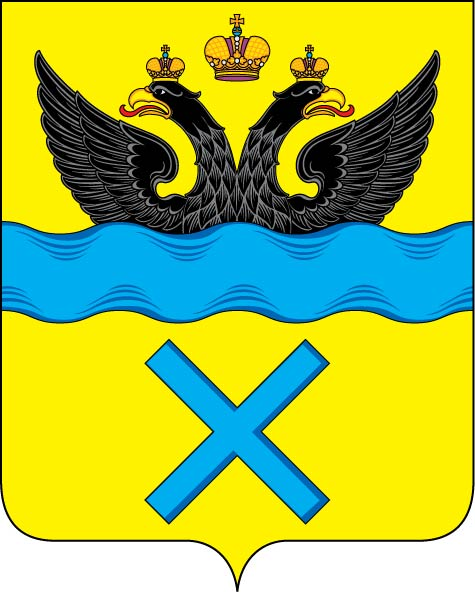
Оренбург (40-ві роки XVIII ст.)

### Азія
19 квітня 1992 року національними зборами Вірменії був ухвалений герб держави, в одній із частин якого зображувався двоголовий орел. В основу створення було покладено герб Демократичної республіки Вірменії (1918—1920), який розробили архітектор Олександр Таманьян та художник Акоп Коджоян. Герб складається з таких елементів: щит, у центрі якого — гора Арарат, що є символом вірменської нації, на її вершині ковчег Ноя. Щит розділений на 4 секції, що символізують чотири вірменські династії — Аршакіди, Арташесіди, Багратуні та Рубеніди. Щитотримачі — лев та орел. Внизу щита розірваний ланцюг, меч, сніп, пір'яна. Золота стрічка символізує прапор Вірменії.
У 1950 році, після отримання Індією від Великої Британії незалежності, королівський дім Майсура на південному заході Індії припиняє своє існування. 1956 року утворюється на його території новий штат Карнатака. Водночас був затверджений герб Карнатаки: у центрі герба щит, на якому на червоному тлі зображено білого двоголового орла — символу індуських вірувань Гандаберунду. Край щита підкреслений фіолетовим кольором. Над щитом сучасний герб Індії — 4 леви, що дивляться в різні боки і стоять на круглій абаці. Щит підтримують 2 фантастичні створіння з лев'ячим тулубами та із головами слонів. Під лапами істот стилізовані 2 пальмові гілки. Під гілками на золотій стрічці гасло: «Правда. Єдність. Тріумф» (гінді सत्यमेव जयते).

Герб Вірменії (ухвалений у 1992 році)
герб штату Карнатаки штат утворений у 1956 році)

## Двоголовий орел на військових прапорах, шевронах, емблемах
Двоголовий орел зображувався на військових емблемах, шевронах, штандартах багатьох країн світу. Відоме зображення фантастичного птаха на прапорах сухопутних військ Греції, збройних сил Албанії, Росії, Сербії, Чорногорії (у 1992—2003, 2006 — збройні сили Сербії та Чорногорії), бронетанкового корпусу Шрі-Ланки. У Росії та Україні (зросійщені українські кола) двоголового орла на своїх прапорах використовували чорносотенці (1905—1917 роки, з 1992 року). Двоголового орла зображували на своїх шевронах та емблемах Перша Королівська Драгунська Гвардія (Британська армія), Мерська бригада (Британська армія, 1948—1964), Мерський полк (Британська армія, з 2007), Перший піхотний полк «Сан-Джусто» (Сухопутні війська Італії, 1624—2008), Морська піхота Іспанії, Поліція Туреччини, збройних сил Кіпру, Албанії, Росії, Сербії, бронетанкового корпусу Шрі-Ланки.
Під час Другої світової війни діяла 21-ша гірська дивізія СС «Скандербег», яка складалася з албанців-мусульман та переважно німецьких і югославських фольксдойчів і діяла переважно проти югославських партизанів. На шевроні дивізії зображувався албанський орел.
У 1931 році в середовищі російських емігрантів у Харбіні (провінція Хейлунцзян, Китай) була сформована російська фашистська партія, на емблемі якої зображувався золотий двоголовий орел над свастикою на ромбі. 1943 року партія була заборонена японським урядом. 1946 року її засновника Костянтина Родзаєвського було заарештовано поліцією Гоміньдану і передано радянському уряду. У цьому ж році лідера російських фашистів було розстріляно, хоча за іншою версією він пізніше сам наклав на себе руки у в'язниці Владивостоцької фортеці.
Наприкінці 1990 року, під час югославської кризи, була створена сербська терористична організація «Білі орли», які несуть відповідальність за численні звірства під час етнічних чисток (Див. також Сербія в югославській війні). На емблемі організації зображено сербського двоголового орла. Не дивлячись на заборони, терористичне угрупування «Білі орли» діє й сьогодні. 11 жовтня 1990 року була сформована сербська добровольча гвардія більш відома під назвою «Тигри Аркана». Заснована фанатами футбольного клубу «Црвена Звезда», гвардія брала активну участь під час війни в Хорватії та Боснії (Див. також Республіка Західна Боснія). Здебільшого відомі своєю жорстокістю під час етнічних чисток. Деякі зі злочинів, після ліквідації воєнізованих підрозділів, розглядалися Міжнародним трибуналом у Гаазі. На офіційному логотипі формування був орел Неманичів на великому червоному хресті, над головами якого зображувався меч. 19 березня 1992 року була заснована армія невизнаної Республіки Сербської Країни на території Хорватії, яка також відома своєю жорстокістю по відношенню інших націй. На шевронах цього угрупування зображувався сербський герб. 7 серпня 1995 року, після військової операції «Буря» територію невизнаної республіки було приєднано до Хорватії, а саме угрупування було розформоване. Також були розформовані й «тигри». Починаючи з березня 2014 року четники та інші сербські угрупування під час Кримської кризи підтримували проросійську сторону. На початку російсько-української війни й донині на Донеччині сербські угрупування беруть участь у боях на боці проросійських колаборантів. На емблемах, шевронах та прапорах ними використовується сербський герб — двоголовий коронований орел. Також двоголового орла використовують на своїх прапорах і шевронах російські війська та терористичні угрупування ДНР та ЛНР (до травня 2014 року) на окупованих ними територіях України.

Морська піхота Іспанії
Збройні сили Республіки Кіпр
Сухопутні війська Греції
Російська фашистська партія
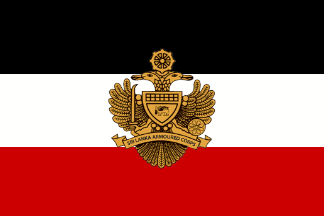
Прапор бронетанкового корпусу Шрі-Ланки

## Двоголовий орел на емблемах вищих закладів, спортивних команд
У 1531 році, з дозволу Папи Римського Климента VII (1523—1534), імператор Священної Римської імперії та король Арагону і регент Кастилії Карл V (1516—1556) у місті Гранада заснував університет. Емблемою університету став родовий герб Карла V (в Іспанії Карл I) династії Габсбургів. Двоголовий герб також зображений на емблемі Сельджуцького університету (заснований у 1955 році. Туреччина, Конья) та Санкт-Петербурзького державного університету (заснований 1819 році. Росія).
На спортивних емблемах двоголового орла зображують у Великій Британії (футбольні клуби «Вімблдон» та «Сент-Джонстон»), Греції (футбольні клуби ПАОК, АЕК, баскетбольного клубу АЕК), Іспанії (футбольний клуб «Толедо»), Голландії (футбольний клуб «Вітессе») та Туреччини (футбольний клуб «Коньяспор»).